# Max Mosley
Pour les articles homonymes, voir Max et Mosley.
Vous lisez un « article de qualité » labellisé en 2014.
Max Mosley est un avocat, sportif et homme d’affaires britannique, né le 13 avril 1940 à Londres où il meurt le 23 mai 2021. Il est, de 1993 à 2009, le président de la Fédération internationale de l'automobile (association à but non lucratif défendant les intérêts des organisations automobiles et des automobilistes à travers le monde).
Max Mosley est le fils cadet d'Oswald Mosley, le fondateur de la British Union of Fascists, parti d'extrême droite britannique, et de Diana Mitford. Il fait ses études en France, en Allemagne et en Grande-Bretagne avant d'obtenir un diplôme en physique au collège de Christ Church, un des plus prestigieux établissements de l'université d'Oxford. Durant sa jeunesse, Mosley est engagé au sein de l'Union Movement, le parti d'extrême droite fondé par son père après la Seconde Guerre mondiale. Selon lui, l'association de son nom avec le fascisme l'a empêché de s'impliquer réellement en politique, bien qu'il ait travaillé pour le Parti conservateur dans les années 1980.
Avocat de formation et ancien pilote automobile amateur dans les années 1960, Mosley est, en 1969, le cofondateur et copropriétaire de March Engineering, chargé de la gestion juridique et commerciale de l'équipe entre 1969 et 1977. À la fin des années 1970, Max Mosley devient conseiller juridique de la Formula One Constructors Association, l'organisme qui représente les intérêts des constructeurs de la Formule 1. À ce poste, il rédige les premiers accords de la Concorde, réglant ainsi le conflit FISA-FOCA.
Mosley est élu président de la FISA en 1991, puis de la FIA qui la remplace en 1993. Au cours de son mandat, les réalisations majeures de Mosley sont la promotion du programme d'évaluation européenne des automobiles Euro NCAP et le renforcement de la sécurité dans le sport automobile après les accidents mortels de Roland Ratzenberger et d'Ayrton Senna en 1994.
En 2008, le tabloïd britannique News of the World révèle que Max Mosley s'est adonné à des pratiques sado-masochistes à connotation nazie avec des prostituées : malgré le scandale, qui indigne les communautés juives et du sport automobile, il conserve son poste jusqu'à l'élection de Jean Todt, dont il soutient la candidature, fin 2009.
De 2011 à sa mort, il est le président de GlobalNCAP, une association qui soutient l'amélioration et le développement de la sécurité automobile.

## Biographie

### Une vie marquée par l'action politique de sa famille

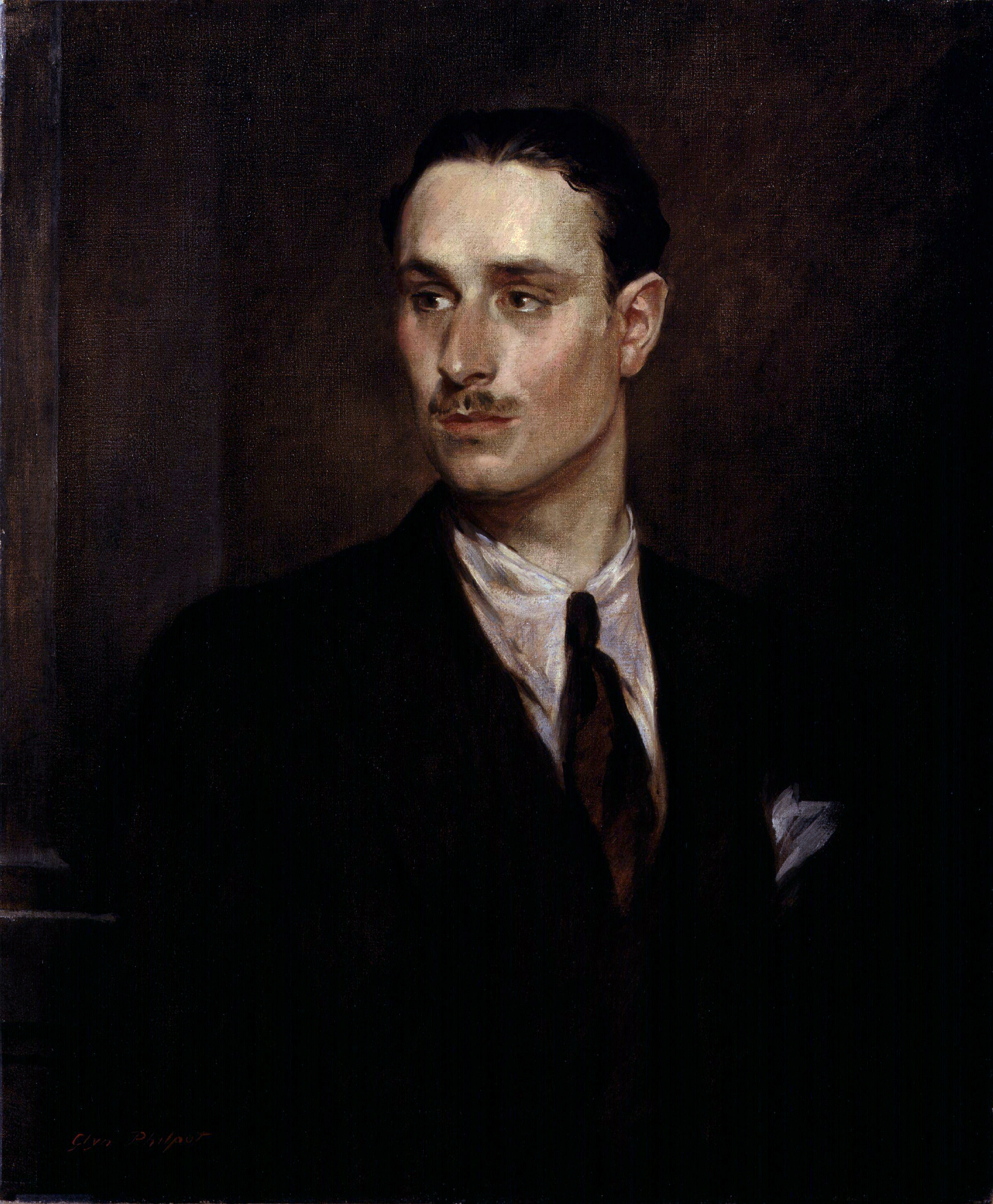
Oswald Mosley, sixième baronnet d'Ancoast et père de Max Mosley (ici en 1925), est notamment connu pour son engagement au sein du mouvement fasciste.

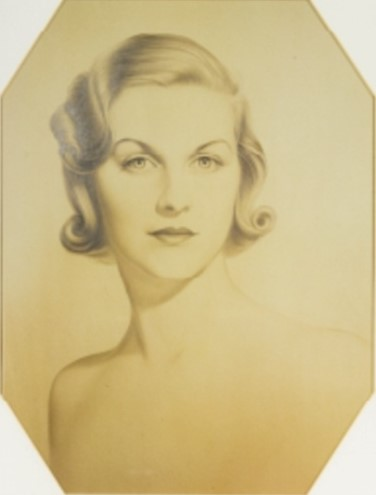
Diana Mitford, la mère de Max Mosley, l'une des six sœurs Mitford, portrait de 1937 par William Acton.

Max Mosley naît le 13 avril 1940 à Londres. Son père, Oswald Mosley, sixième baronnet d'Ancoats, est un membre du parti travailliste et député pour les partis travaillistes puis conservateur dans les années 1920. Dans les années 1930, il quitte la politique traditionnelle et fonde en 1932 le British Union of Fascists. L'année suivante, sa première épouse, Cynthia, meurt à 33 ans d'une péritonite.
En 1936, Oswald Mosley épouse secrètement sa maîtresse Diana Mitford, divorcée depuis 1933 de Bryan Guinness l'héritier des brasseries de même nom, lors d'une cérémonie en Allemagne, en présence d'Adolf Hitler et de Joseph Goebbels. En mai 1940, alors qu'il milite pour une paix négociée avec l'Allemagne nazie, il est emprisonné à Brixton par les autorités britanniques avec d'autres nazis anglais, en vertu du Defence Regulation 18B qui suspend l'Habeas corpus pour les sympathisants du nazisme. Diana Mitford est emprisonnée un mois plus tard, à Holloway. Cette détention étant initialement provisoire, les agents de police venus la chercher lui demandent de ne prendre que quelques affaires, le temps du week-end. Obligé de laisser Max, alors âgé de dix semaines, elle demande aux policiers de passer par la pharmacie pour acheter un tire-lait. Max et son frère Alexander sont ainsi séparés de leurs parents lors des premières années de leur existence.
En décembre 1940, le Premier ministre britannique Winston Churchill, qui connaissait socialement Diana Mitford de par son précédent mariage avec Bryan Guinness, demande au secrétaire d'État à l'Intérieur Herbert Morrisson, d'assurer à Mitford qu'elle pourra voir régulièrement son fils lorsqu'il sera baptisé,. Max ne revoit sa mère que dix mois après son arrestation, la prison d'Holloway, située en zone bombardée, étant considérée comme trop dangereuse. Réunis à Holloway, le couple Mosley, avec d'autres, est installé dans un pavillon de détention préventive désaffecté, composé d'un bloc de cellules séparé du bâtiment principal, où ils trouvent une étendue de terre en friche où ils peuvent faire pousser des légumes. Max et Alexander Mosley sont autorisés à y passer la journée et parfois la nuit.
Oswald Mosley et Diana Mitford sont libérés d'Holloway (elle a pu rejoindre son époux avec l'accord de Churchill) le 16 novembre 1943, ce qui provoque des protestations publiques et la signature, par 20 000 personnes, d'une pétition contre leur libération. La famille s'installe à Riguell mais, quinze jours plus tard, les ministres britanniques de la Guerre et de l'Intérieur les consignent dans un vieux pub désaffecté dont le bar reste utilisé par son propriétaire. Le nouveau logis, froid et à l'abandon depuis vingt-deux ans, est gardé continuellement par un policier. Les enfants Mosley qui se voient refuser l'inscription dans plusieurs écoles en raison de leur sauvagerie et de la réputation de leurs parents, sont scolarisés à la maison où leur mère leur apprend à lire, écrire et compter,.
La famille déménage ensuite dans une succession de maisons de campagne en Angleterre. Le demi-frère de Max, Nicholas Mosley, rapporte que sa famille, y compris les enfants de son père Oswald issus de son premier mariage, passent l'été 1945 à faire les récoltes et à chasser dans la ferme de Crowood. Oswald inculque une étrange éducation à Max et Alexander puisqu'il les laisse se battre avec les garçons de Crowood plus âgés qu'eux et faire les 400 coups. Riches d'une importante collection de gros mots, ils ont un accent campagnard prononcé.
En 1950, les Mosley acquièrent des maisons en Irlande et à Orsay, près de Paris. Ils voyagent à travers l'Europe, séjournant au printemps en France, en automne et en hiver en Irlande où Mosley pratique la chasse et l'équitation,. Nancy Mitford, la tante de Max, évoque dans des lettres à Evelyn Waugh le fait que les Mosley sont en croisière en mer Méditerranée à bord du yacht familial. Lors d'une escale en Espagne, ils sont accueillis par le général Franco, ami d'Oswald.
En Irlande, installés à Clonfert, les Mosley engagent pour leurs fils le précepteur Leigh Williams. Max se sent chez lui et pratique la chasse et l'équitation, qu'il adore (les Mosley font venir les chevaux de Crowood). Oswald Mosley libère son fils de certaines leçons afin qu'il puisse chasser tous les jours car, selon lui, il s'agit de la meilleure éducation pour un gentleman. Peu avant Noël 1954, un incendie ravageant la propriété, les Mosley trouvent refuge à Ilecash, dans le comté de Cork, où Max a l'occasion de chasser jusqu'en 1963.
Max Mosley commence ses études en France. À treize ans, il est envoyé au château de Stein an der Traun à Traunreut, en Allemagne, où il apprend à parler couramment l'allemand,. Lorsqu'il rentre en Angleterre, il continue ses études à Millfield, un pensionnat privé du comté du Somerset puis intègre le collège de Christ Church, à l'université d'Oxford, où il est diplômé de physique en 1961. Durant cette période, il est secrétaire de l'Oxford Union Society, une association de débats sur la société.
En 1961, Max Mosley fait campagne sous le slogan « liberté d'expression pour les fascistes » alors que son père s'est vu décliner son invitation à parler à l'association. Peu après, Mosley organise une rencontre entre son père et l'économiste britannique Robert Skidelsky avec qui il a fait ses études et qui écrira, en 1975, la biographie d'Oswald Mosley. Rejetant sa première ambition de devenir physicien après « avoir établi qu'il n'y avait pas d'argent » dans cette discipline, Mosley étudie le droit, à Londres, au sein d'une institution de formation professionnelle (Gray's Inn) spécialisée dans les brevets et le droit des marques ; il obtient son diplôme d'avocat en 1964. En 2005, l'université de Northumbria de Newcastle lui attribue un doctorat honorifique en droit civil,,.
Au début des années 1960, Mosley est membre de la Territorial Army, l'unité de réserve de l'armée de terre britannique, et suit une formation de parachutiste.
Mosley, à l'instar de beaucoup de pilotes de Formule 1, vit à Monaco. Le 9 juin 1960, il se marie, à Chelsea, avec Jean Taylor (fille d'un agent de police de Streatham, du nom de James Taylor), rencontrée dans une fête, à Londres, en 1959,. Son premier fils, Alexander, naît le 5 avril 1970 ; le second, Patrick, le 18 février 1972.
Le 5 mai 2009, son fils aîné, Alexander, titulaire d'un doctorat d'économie, investi dans une entreprise dans le secteur de l'éolien marin et devenu restaurateur en 2007, est retrouvé mort à son domicile de Notting Hill, à l'ouest de Londres, à 39 ans. Son père l'avait vu pour la dernière fois au cours d'un déjeuner dans son restaurant trois jours avant sa mort. Le 10 juin 2009, le coroner de la cour de Westminster attribue ce décès à une overdose de cocaïne et de crack ; Alexander souffrait, depuis 1994, de dépression et d'une addiction à la drogue et avait avoué à ses parents sa dépendance à l'héroïne, qu'il consommait pour soigner sa timidité. Son cousin, Ivo Mosley, décrit un homme calme et brillant qui avait du mal à porter son nom, en raison du passé de sa famille et que cette mort était un suicide. Max Mosley réfute l'idée du suicide et indique également que son fils avait réussi à surmonter ses problèmes de dépression et de drogue mais que le scandale sadomasochiste de 2008 a eu « un effet dévastateur sur lui »,,.
En plus de son frère Alexander, Max a cinq demi-frères et sœurs aînés : du côté de son père, Vivien Elizabeth Mosley (1921-2002), le romancier Nicholas Mosley (baron de Ravensdale) et Michael Mosley, né en 1932 ; du côté de sa mère, le banquier d'affaires Jonathan Guinness (baron Moyne) et l'Irlandais Desmond Guinness,.
En 2003, sa fortune personnelle est estimée à 26,2 millions de dollars.

### Une carrière politique inspirée de celle de son père

Drapeau du British Union and Fascist et de l'Union Movement, dont le cercle et l'éclair circonscrit sont peints par Mosley lors de la nuit de l'invasion soviétique de la Hongrie.

Pendant leurs jeunes années, Max et Alexander Mosley s'engagent au sein de l'Union Movement, le parti créé par leur père après la Seconde Guerre mondiale qui défend la doctrine politique Europe a nation. Trevor Grundy, une des figures centrales du mouvement de jeunesse du parti, écrit que Max Mosley, âgé de 16 ans, peint le symbole de l'Union Movement et du British Union of Fascists (un éclair dans un cercle) sur les murs de Londres dans la nuit du 4 novembre 1956, au moment où l'Union soviétique envahit la Hongrie.
Grundy explique qu'Oswald Mosley cherche à « rassembler des jeunes gens, normaux et vigoureux, aussi bien des filles que des garçons, et les attirer au sein du Mouvement pour montrer que nous étions comme eux et ne radotions plus tout le temps à propos d'Hitler et Mussolini, Franco et le fascisme britannique ».
Mosley rencontre son épouse Jean au sein du parti ; il est également photographié avec Alexander, en Teddy Boys, lors des émeutes raciales de Notting Hill de 1958 qui opposent les Afro-Antillais aux gangs locaux blancs. L'année suivante, Oswald s'appuie sur ses fils lors de sa candidature pour le siège de député de la circonscription de Kensington North, un district de l'ouest de Londres, aux élections générales. Au cours d'une campagne électorale dont le sujet principal est la question de l'anti-immigration, Oswald Mosley reste fidèle à ses thèses racistes,.
En 1961, Mosley, agent électoral pour l'Union Movement, légalement responsable de la campagne des candidats du parti, soutient Walter Hesketh, candidat au Parlement aux élections à Moss Side, un quartier de Manchester. Alan Henry, journaliste spécialiste du sport automobile, décrit Mosley comme l'un des « hommes de confiance » de son père ; lors d'un violent incident, en 1962, il sauve son père de graves blessures alors qu'il est battu par une foule lors d'un rassemblement de son parti politique à l'est de Londres,. À la suite de son implication dans la bagarre, Max Mosley est inculpé pour comportement dangereux puis blanchi lors de sa comparution à la cour des magistrats d'Old Street, où il explique qu'il tentait de protéger son père, alors un vieil homme.
En 1964, Max Mosley, candidat aux élections générales pour l'Union Movement à Salford East, est largement battu. Au début des années 1980, il tente une carrière politique au sein du parti conservateur britannique dans l'espoir d'accéder à la députation. Terry Lovell, le biographe de Bernie Ecclestone, écrit qu'il renonce à cette aspiration, déçu par le « gabarit des hautes responsables du parti ». Mosley estime également que son nom reste un handicap et a déclaré depuis : « Si j'avais un choix complètement ouvert dans ma vie, j'aurais choisi la politique mais, à cause de mon nom, c'est impossible ». À la fin des années 1990, il devient partisan du parti travailliste britannique après avoir rencontré John Smith, un des dirigeants du mouvement.

### Une brève carrière de pilote

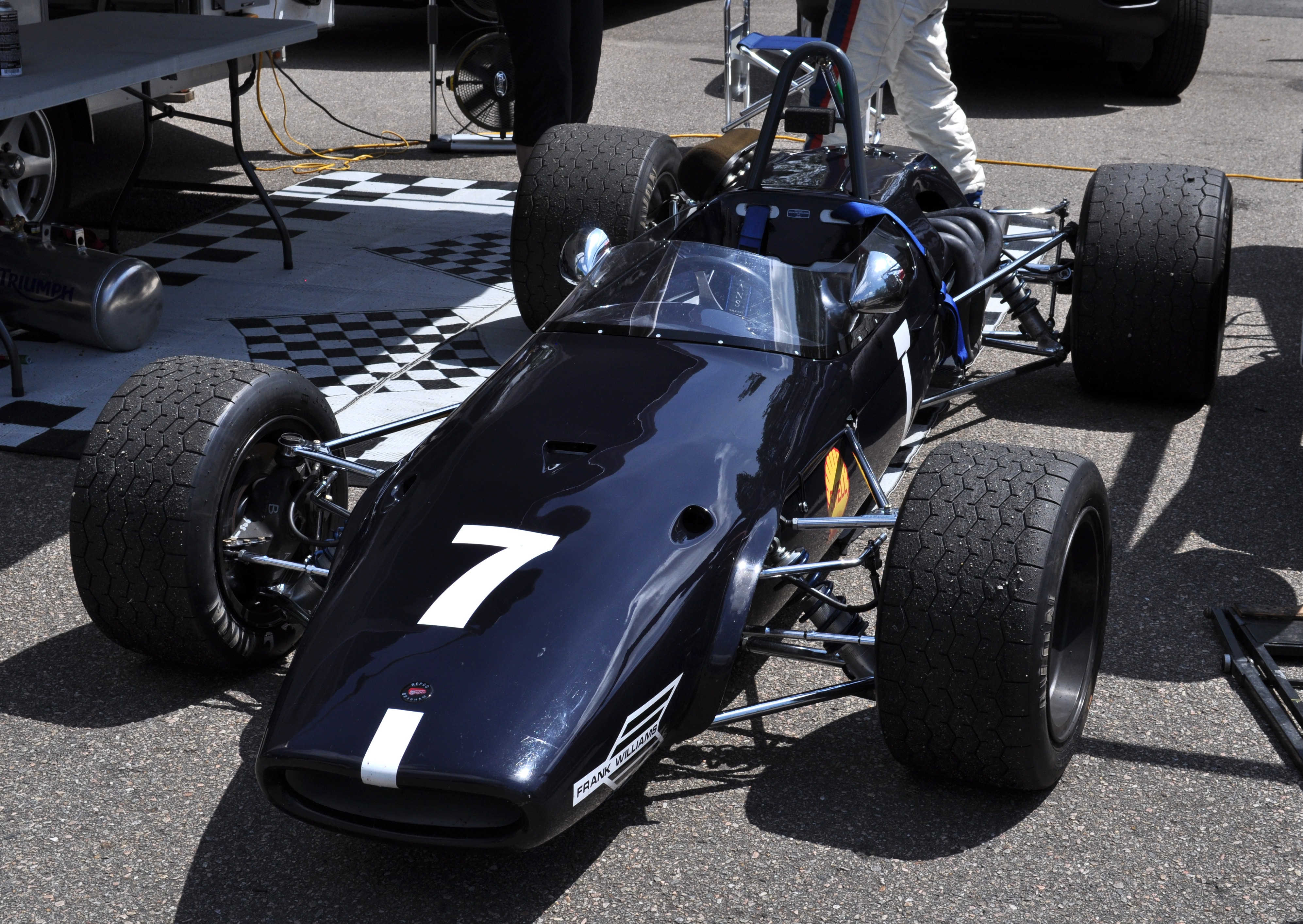
En 1968, Max Mosley pilote une Brabham BT23C équipée d'un moteur Cosworth.

En 1961, alors que Max Mosley est à l'université, sa femme obtient des billets pour une course automobile disputée sur le circuit de Silverstone ; celui-ci étant non loin d'Oxford, le couple s'y rend par curiosité. Mosley se montre attiré par la compétition automobile et, une fois sa carrière d'avocat lancée, il participe à des courses. L'indifférence du monde du sport automobile quant à son passé et le fait d'être le fils d'Oswald Mosley lui plait : « Il y avait toujours un certain nombre de problèmes jusqu'à ce que je rentre dans la course automobile. Lors d'une des premières courses à laquelle j'ai pris part, une liste de concurrents présentait les temps obtenus pendant les tours d'entrainement […] j'ai entendu quelqu'un dire « Mosley, Max Mosley, il doit y avoir une parenté avec Alf Moseley, le carrossier ». Je me suis dit que j'ai trouvé un monde où il ne connaissent pas Oswald Mosley. Et ça a toujours été un peu comme cela dans le sport automobile : tout le monde s'en fout ».
Mosley participe à plus d'une quarantaine de courses de niveau national en 1966 et 1967, obtenant douze victoires et plusieurs records du tour. En 1968, il fonde, avec le pilote Chris Lambert, le London Racing Team pour disputer le championnat d'Europe de Formule 2, considéré comme l'antichambre de la Formule 1. Les voitures de l'écurie sont préparées par Frank Williams. Le 7 avril 1968, il participe au Deutschland Trophäe, à Hockenheim, première course du championnat de Formule 2 lors de laquelle le double champion du monde de Formule 1 Jim Clark se tue ; Mosley, à bord d'une Brabham BT23C-Cosworth, termine neuvième,. Mosley se souvient : « Je me rappelle juste d'avoir vu une ambulance garée sur un côté du circuit [et penser que] quelqu'un était entré dans les arbres. Je me souviens aussi que j'ai rattrapé et dépassé Graham Hill, ce qui était l'un des points d'orgue de ma carrière. [La piste] était humide, les pneus des deux voitures du Team Lotus étaient inférieurs à ceux que j'avais, donc cela n'avait rien à voir avec le talent ».

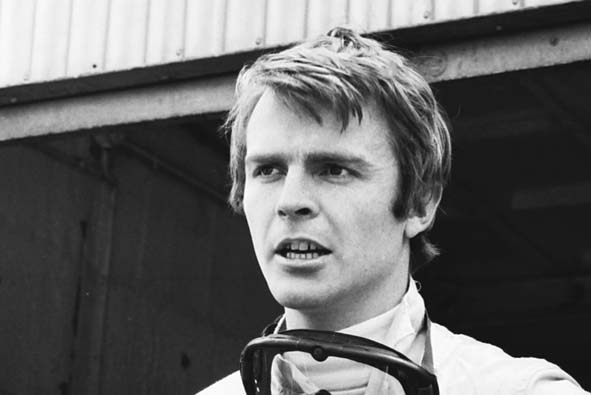
Max Mosley abandonne la compétition automobile en 1969 après un accident au Nürburgring.

Lors de la deuxième manche, la semaine suivante, à Thruxton, il abandonne sur problème de valve. Le 21 avril, il déclare forfait pour l'Eifelrennen disputée hors-championnat. Lors de la troisième manche, au circuit de Jarama en Espagne, il termine neuvième et avant-dernier, à quatre tours du vainqueur Jean-Pierre Beltoise. Le 5 mai, lors d'une manche hors-championnat à Circuit de Zolder, il est quinzième et non classé. Le 3 juin, Mosley ne se qualifie pas pour la cinquième course, sur le circuit de Crystal Palace, Le 16 juin, lors d'une épreuve hors-championnat à Hockenheim, il est victime d'un accident à bord de sa Brabham BT23C pilotée pour le compte de Frank Williams Racing Cars, où il est l'équipier de Piers Courage,. La semaine suivante, huitième d'une course hors-championnat disputée à Monza, il obtient son meilleur résultat de la saison. Lors de la sixième manche, le 28 juillet, à Zandvoort, Mosley abandonne après un accident alors que Chris Lambert, son ancien coéquipier du London Racing Team se tue en course. Le Britannique déclare forfait pour les deux courses suivantes, disputées le 25 août sur le circuit d'Enna-Pergusa en Sicile et le 13 octobre à Hockenheim,,. Max Mosley fait son retour deux semaines plus tard pour la neuvième et dernière manche du championnat, à Vallelunga en Italie, où il termine quatorzième.
En 1969, Mosley intègre l'écurie privée Len Street Engineering, avec laquelle il pilote une Lotus 59B-Cosworth. Le Britannique est forfait pour les deux premières manches de la saison, disputées les 7 et 13 avril à Thruxton et à Hockenheim,. Lors de la troisième manche, le 27 avril, sur la boucle nord du Nürburgring, il est victime d'un violent accident lors des essais qui l'empêche de prendre le départ. Il déclare forfait pour la quatrième manche, à Jarama et met fin à sa carrière de pilote automobile,. Max Mosley évoque les événements de sa dernière course : « Le triangle avant s'est détaché de la suspension et s'est coincé dans la roue alors que j'étais en cinquième vitesse, juste en sortant des arbres après Schwalbenschwantz. La roue avant-gauche a cessé de tourner et j'ai pensé « c'est le problème », je me suis retrouvé dans le parc à caravanes. Ensuite, j'ai rapporté [ma Lotus 59B] à Lotus et ils l'ont réparé. Je l'ai sortie à Snetterton pour la tester et le disque de frein s'est arraché pendant que je freinais ; comme vous pouvez l'imaginer, il est très difficile de contrôler l'avant de la voiture lorsque les freins sont cassés. J'en ai eu assez et j'ai rapporté la voiture au département course de Lotus qui l'a renvoyé à Colin Chapman, qui l'a rapidement vendu à des Allemands. Il était évident que je n'allais pas être champion du monde ».
Le motoriste et pilote de Formule 2 Brian Hart estime qu'en tant que pilote, Mosley « ne pouvait peut-être pas être le plus rapide mais était un pilote réfléchi. Il restait en dehors des problèmes et utilisait généralement sa tête ».

### L'aventure March Engineering

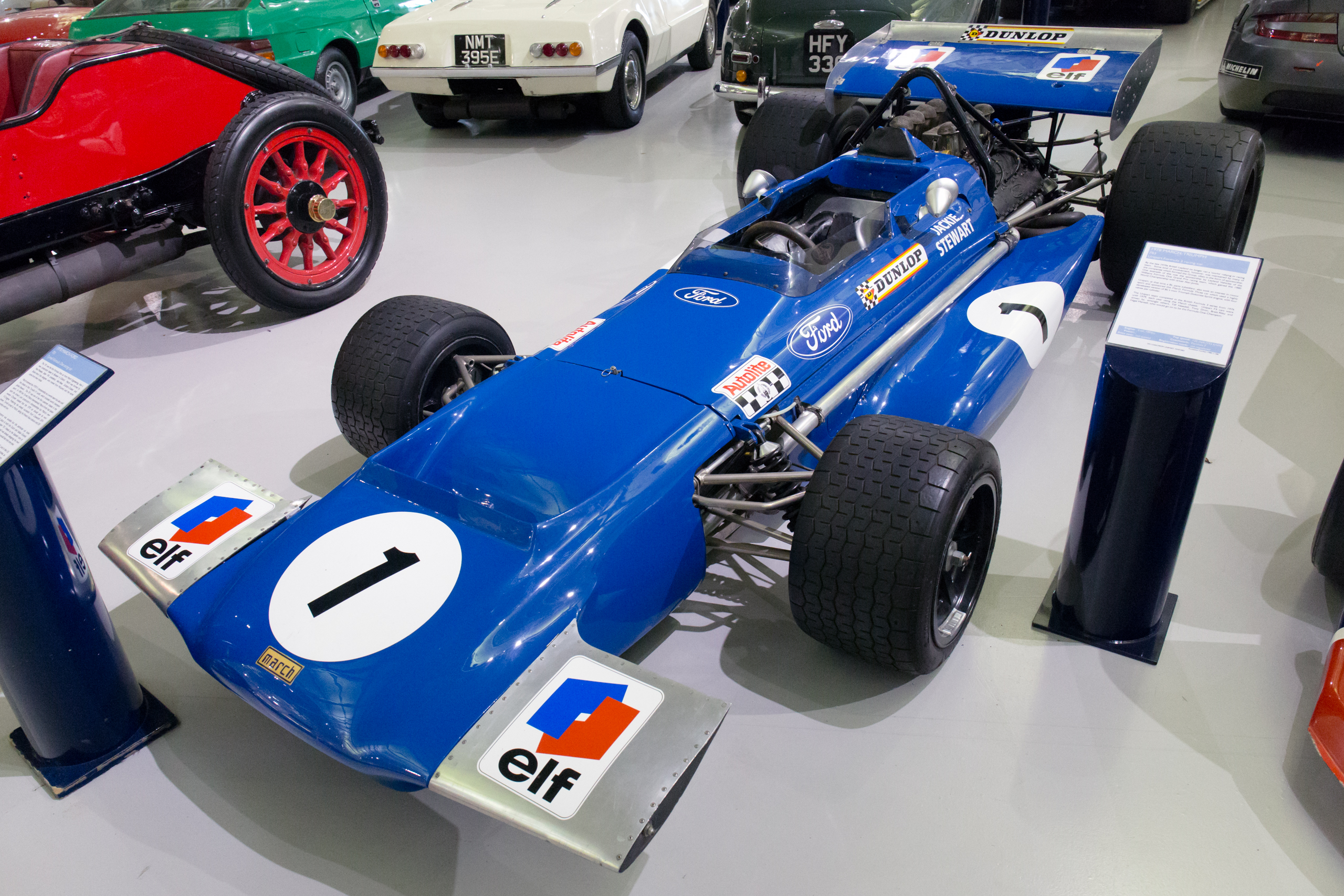
La March 701 (ici celle du pilote Tyrrell Jackie Stewart) permet à l'entreprise cofondée par Mosley d'obtenir ses premières victoires.

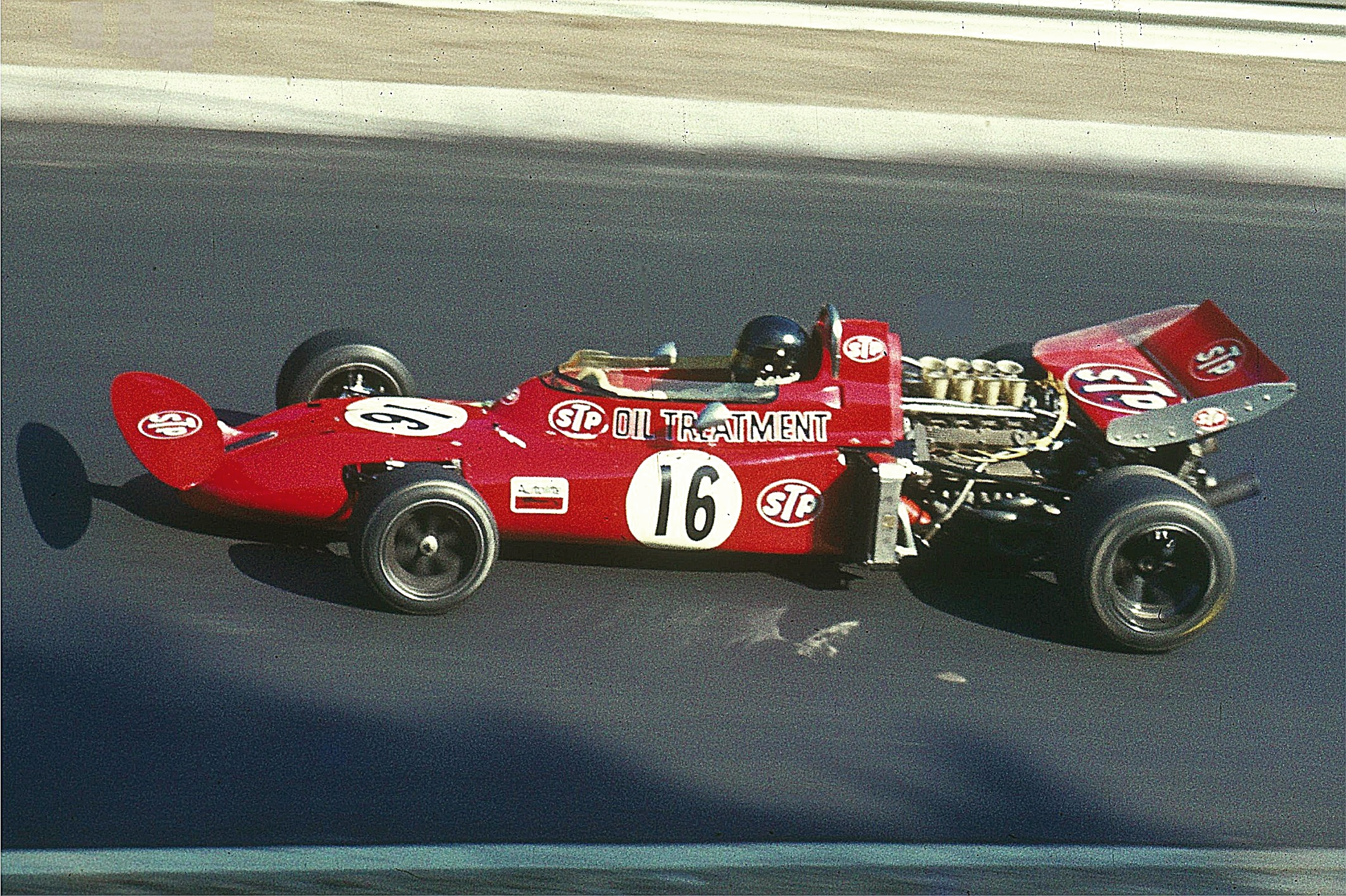
Les compétences juridiques de Max Mosley ont été notamment utilisées lors d'un différend avec Frank Costin, concepteur des éléments aérodynamiques de la March 711.

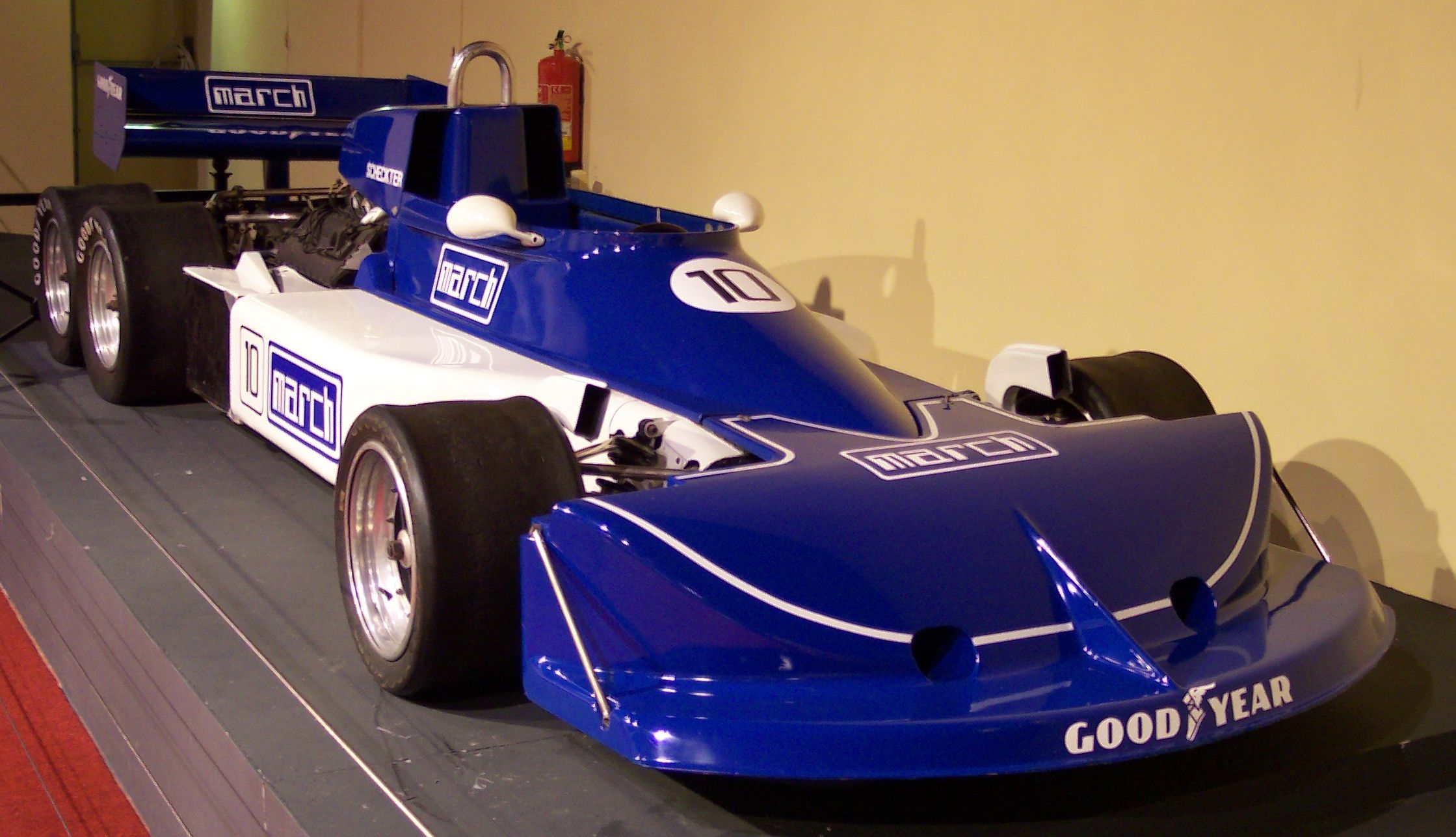
La March 2-4-0 à six roues, construite à des fins publicitaires, s'avère être la monoplace la plus rentable conçue par March.

Après sa modeste carrière en Formule 2, Max Mosley rencontre chez Frank Williams en mai 1969 Robin Herd, ingénieur de l'écurie McLaren Racing entre 1966 et 1968. Herd, avec le pilote britannique Alan Rees et l'ingénieur Graham Coaker, songent à concevoir des monoplaces de Formule 2 et de Formule 3 dont la vente leur permettrait d'avoir suffisamment d'argent pour créer une écurie de Formule 1. Mosley rejoint le groupe et fonde avec Rees, Coaker et Herd la société de fabrication de monoplaces March Engineering, où il gère les questions juridiques et commerciales. March est l'acronyme des initiales de ses fondateurs : Max Mosley, (A), Alan Rees, Graham Coacker et Robin Herd. Les quatre hommes injectent chacun 2 500 livres sterling. Selon Oswald Mosley, cette entreprise « fera sûrement faillite, mais sera une bonne expérience pour une prochaine carrière ».
Max Mosley joue un rôle clé dans la promotion de la nouvelle équipe. Bien que March ait peu de ressources et d'expérience, la société dévoile, dès 1969, des plans ambitieux pour intégrer le championnat du monde de Formule 1, la catégorie-reine du sport automobile. En effet, dès le mois de mai, Mosley envisage d'engager l'écurie en Formule 1 dès la saison 1970, alors que la jeune structure se compose d'un local vidé doté d'un téléphone, d'un vieux Ford Transit et des outils des trois premiers mécaniciens engagés. Habile communicant, Mosley fait naître de multiples rumeurs, suggérant que March dispose d'un immense budget investi par un mystérieux conglomérat, a élaboré une monoplace révolutionnaire ou encore, est soutenu par une importante firme automobile japonaise, ce qui effraye les équipes concurrentes. Cette stratégie permet à Mosley de vendre à ses clients des options sur des monoplaces qui ne sont encore que des croquis élaborés par Robin Herd. La première voiture de l'écurie, une monoplace de Formule 3 conçue à partir d'éléments de monoplaces Brabham et Lotus, fait ses débuts aux mains du Suédois Ronnie Peterson, qui termine troisième d'une course disputée à Caldwell Park. Mosley utilise ce résultat pour affirmer que son écurie dominera le championnat de Formule 1 1970.
Grâce en partie aux accords obtenus par Mosley, cinq monoplaces sont engagées pour la première course de Formule 1, en Afrique du Sud. Deux sont utilisées par l'écurie officielle et trois par des équipes clientes, dont deux par Tyrrell Racing. Mosley négocie, en outre, un partenariat avec le fabricant de pneumatiques Firestone et le fabricant d'additif d'huile STP.
La nouvelle structure connaît des débuts fructueux puisque la March 701 remporte trois des quatre premières courses auxquelles elle participe, dont une au Grand Prix d'Espagne (comptant pour le championnat du monde) avec Jackie Stewart, pilote de Tyrrell Racing ; March termine troisième du championnat du monde des constructeurs. L'usine vend, de plus, quarante châssis à des écuries concourant dans des formules inférieures. Malgré ces succès, March connaît quasi immédiatement des difficultés financières car les engagements en Formule 1 coûtent plus cher que la vente de voitures ne rapporte. Le contrat liant l'écurie à Chris Amon, son premier pilote, est onéreux, et Mosley « a tenté à chaque occasion de se débarrasser de lui » estimant que la voiture-client de Jackie Stewart est suffisante pour montrer March à son avantage. Si Amon reste dans l'écurie jusqu'à la fin de la saison, Mosley rompt ensuite son contrat, économisant ainsi l'argent nécessaire à la survie de l'équipe.
Fin 1970, Mosley obtient le plein contrôle des finances et évince Graham Coaker, qui quitte March rapidement, de la gestion de l'usine. Max Mosley et Robin Herd empruntent 20 000 livres sterling à des proches pour permettre à l'écurie de poursuivre une deuxième année. Selon Terry Lovell, l'argent viendrait de Jonathan Guinness, un des deux demi-frères de Mosley. Mosley déclare : « Nous avons fait tout ce que nous avions prévu de faire et il y avait deux de nos voitures à l'avant […] vous pouvez sentir l'agacement, presque la haine de certains de l'institution des Grands Prix parce que nous avons réussi à le faire. C'était un des moments les plus extraordinaires de ma vie ». En effet, Mosley et Herd reconnaissent qu'ils n'ont pas été modestes dans leurs victoires et que leur arrogance a suscité de la rancœur de la part des autres constructeurs.
Fin 1970, Tyrrell commence à produire ses propres châssis et, en 1971, le programme de March en Formule 1 s'en trouve réduit et sans pilote de pointe malgré les partenariats avec Firestone et STP, Mosley n'attirant pas de grand partenaire financier pour cette saison. Mike Lawrence estime que le déficit de l'écurie l'a forcé à conclure des accords à court terme qui s'ils permettent de maintenir la trésorerie à flot, ne peuvent assurer l'avenir à long terme de l'entreprise.
Mosley négocie toutefois un accord avec Alfa Romeo afin d'équiper en moteurs une troisième voiture, le constructeur italien apportant ainsi une nouvelle ressource financière nécessaire à l'écurie ; les moteurs ne s'avèrent pas compétitifs et les espoirs de partenariat durable avec Alfa Romeo s'envolent. Malgré ces difficultés, March termine à nouveau troisième du championnat du monde des constructeurs et le pilote d'usine Ronnie Peterson, utilisant un moteur Ford-Cosworth DFV, est vice-champion du monde. Les difficultés financières de l'écurie ne s'estompent pas pour autant : à la fin de la saison 1971, March a perdu 71 000 livres sterling. Début 1972, Alan Rees, en désaccord avec Mosley sur les solutions à apporter pour remédier à la situation quitte l'équipe.
Max Mosley a plus de succès dans la vente d'un grand nombre de monoplaces destinées aux formules inférieures. Il organise, à l'intention des journalistes et des pilotes, des séances d'essais de ses châssis 1971 et met en place un système de location de monoplaces et de moteurs, qui se révèle plus lucratif que la vente de monoplaces prêtes à courir. Jochen Neerpasch, directeur du sport automobile de Ford commande des châssis de Formule 2 mais, à la suite de son départ chez BMW, Ford n'honore pas le contrat, ce qui porte préjudice à March. La société rebondit en concluant un contrat d'exclusivité avec BMW pour équiper les monoplaces de Formule 2 qui vont remporter onze courses de championnat d'Europe. BMW fait alors pression sur Robin Herd afin qu'il privilégie son implication en Formule 2 ; Herd passe moins de temps avec l'équipe de Formule 1 et Mosley le relaie au poste d'ingénieur de course.
Même si March a, à plusieurs reprises, envisagé de quitter la Formule 1, l'écurie a toujours trouvé suffisamment d'argent pour engager au moins une voiture. Selon l'historien du sport automobile Mike Lawrence, Mosley a poussé à la construction d'une monoplace de Formule 1 à six roues dans le seul but d'attirer les regards sur elle, et d'éventuels partenaires financiers, après avoir observé la popularité de la Tyrrell P34 à six roues. La March 2-4-0, jamais engagée en course, génère une énorme publicité ; même le modèle Scalextric est rentable. Mosley passe beaucoup de temps à négocier des contrats pour des pilotes avec des commanditaires et réussit à vendre des châssis à d'autres écuries de Formule 1, comme Williams F1 Team et Team Penske. Même si l'équipe officielle remporte une course en 1975 et une autre en 1976, les March sont rarement compétitives. À la fin de la saison 1977, Max Mosley, lassé de se démener en Formule 1, vend ses parts dans la société à Robin Herd, tout en restant le directeur. Alors qu'il décide de travailler à temps plein pour la Formula One Constructors Association, March quitte la Formule 1.

### Un rôle influent au sein de la FOCA

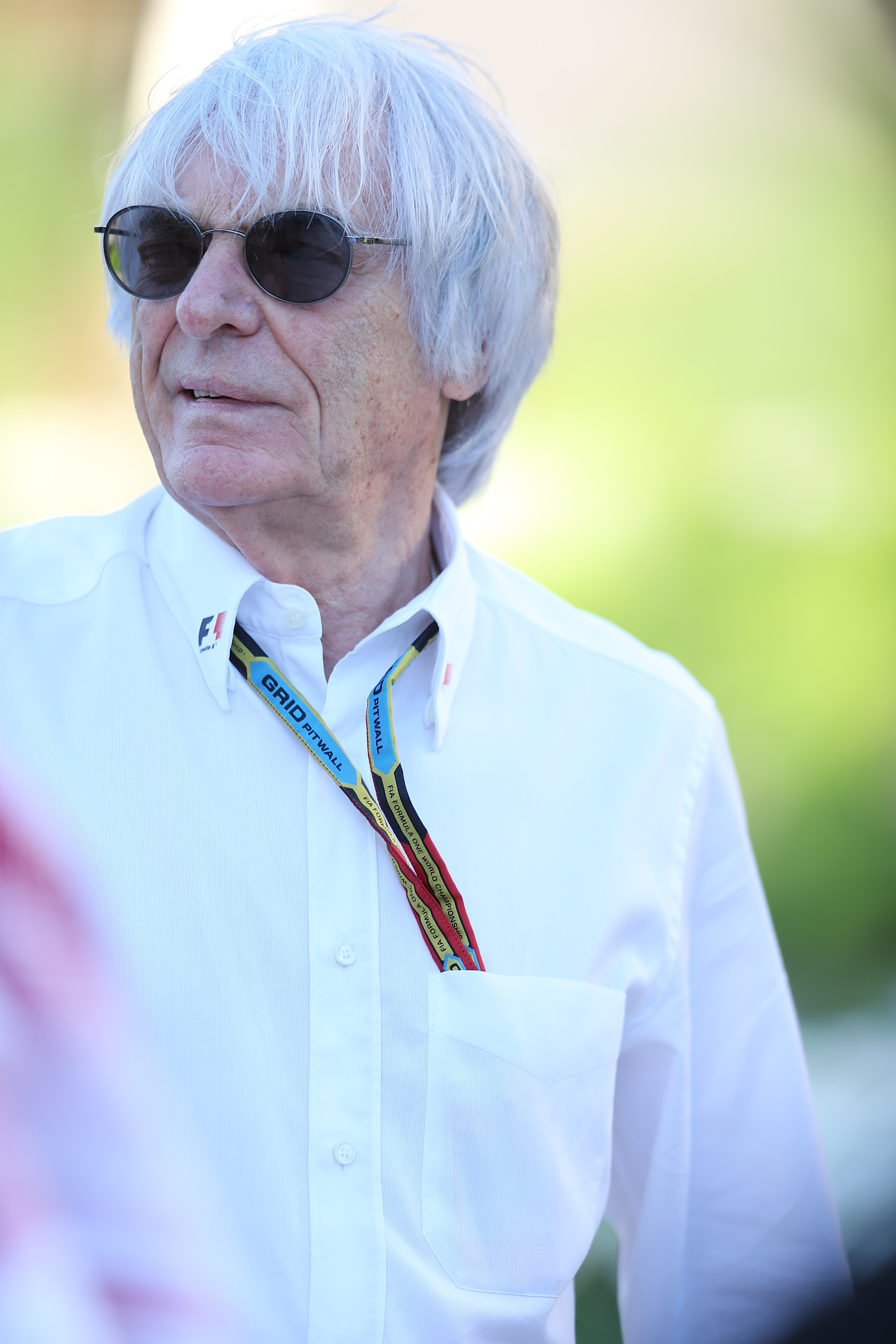
Bernie Ecclestone (ici en 2014), propriétaire de l'écurie Brabham, cofonde entre autres avec Max Mosley la FOCA, rendant les deux hommes très influents dans le monde de la Formule 1.

Dès 1969, Max Mosley est invité à représenter March Engineering au sein de la Grand Prix Constructors Association qui négocie des accords communs au nom des écuries membres. Mosley déclare que bien que son équipe ne soit pas particulièrement appréciée des autres écuries : « lorsqu'ils se rendaient à des réunions pour discuter de choses telles que les prix, ils estimaient qu'ils devaient m'y convier car j'étais avocat ». Impressionné par les négociations à mener, il explique que « du côté des écuries, nous fonctionnions en bloc car personne ne faisait confiance à personne et tous avaient peur qu'une écurie ne rompe les rangs pour réaliser un accord privé ». Fin 1971, l'homme d'affaires britannique Bernie Ecclestone achète Brabham Racing Organisation, ce qui rebat les cartes au sein du GPCA : « après environ vingt minutes en sa présence à la réunion du GPCA, il était évident que nous avions là quelqu'un qui connaissait son affaire. Après environ une demi-heure, il fait le tour de la table pour s'asseoir à côté de moi et à partir de là, lui et moi avons commencé à fonctionner en équipe. En très peu de temps, nous deux faisions tout pour le GPCA et la FOCA s'est développée à partir de cela ».
La FOCA (Formula One Constructors Association), fondée en 1974 par Max Mosley, Bernie Ecclestone, Colin Chapman, Ken Tyrrell et Frank Williams, défend les intérêts commerciaux des écuries lors des réunions avec la FISA (Fédération internationale du sport automobile) l'instance dirigeante du sport automobile. Après avoir quitté March fin 1977, Mosley devient officiellement conseiller juridique de la FOCA dirigée par Ecclestone. Dans sa biographie d'Ecclestone, Terry Lovell estime qu'il a nommé Mosley à ce poste non seulement en raison de ses compétences juridiques mais aussi parce qu'il a vu que Mosley possédait des compétences diplomatiques et politiques qui convenaient parfaitement pour renforcer la Fédération internationale de l'automobile (FIA), l'organe de tutelle de la FISA, chargé de représenter les conducteurs de voiture à travers le monde. La même année, Mosley, proposé pour un rôle au sein du bureau international des constructeurs d'automobiles de la FIA, voit sa candidature bloquée par les constructeurs français, italiens et allemands.
Au début des années 1980, lors de la guerre FISA-FOCA qui oppose la FOCA (regroupant principalement les écuries privées implantées au Royaume-Uni) et la FISA (soutenue par les écuries appartenant à des entreprises automobiles telles que Renault, Alfa Romeo et Ferrari), Mosley représente la FOCA. En 1981, la FOCA décide de créer sa propre fédération, la World Federation of Motor Sport, et organise le Grand Prix d'Afrique du Sud, immédiatement déclaré hors-championnat par la FISA. La mise en scène de cet événement, couvert par les télévisions du monde entier, finit par convaincre Jean-Marie Balestre, le président de la FISA, de l'urgence de négocier un accord avec la FOCA pour éviter la création d'un véritable championnat parallèle. À propos de ce coup de force, Mosley déclare plus tard : « Nous étions complètement fauchés. Si Balestre avait pu conserver l'appui des manufacturiers plus longtemps, les constructeurs indépendants auraient été sur les genoux. L'issue aurait alors été très différente ». Mosley contribue à la rédaction des « Accords de la Concorde » (où siège la FISA) qui permet la résolution du conflit en répartissant les rôles des deux instances : la FISA contrôle la réglementation et la FOCA contrôle les droits télévisuels et l'exploitation commerciale des Grands Prix. En 1982, un an après la ratification des premiers accords de la Concorde, Mosley quitte la FOCA et le monde de la Formule 1 pour travailler pour le parti conservateur britannique.

### Président de la Fédération internationale du sport automobile
Max Mosley fait son retour dans le sport automobile en 1986, avec les soutiens de Bernie Ecclestone et Jean-Marie Balestre, pour devenir président de la commission des constructeurs de la FISA qui remplace le bureau international des constructeurs automobiles. Selon Lovell, en 1987, Mosley suggère à Balestre de régler ses différends avec Ecclestone en « faisant de lui un membre de l'institution » ; plus tard dans l'année, Ecclestone est nommé vice-président de la FIA chargé des affaires promotionnelles de la Formule 1 et des autres sports automobile agréés par la FIA. En 1989, il fonde Simtek Research, une société de conseils de fabrication de voitures de course, avec son ancien employé de March, l'ingénieur britannique Nick Wirth.
En 1991, Mosley se présente à l'élection du président de la FISA face à Balestre. Il justifie sa candidature en arguant que le Français est intervenu en faveur de son compatriote Alain Prost pour s'assurer que les commissaires de course disqualifient le Brésilien Ayrton Senna du Grand Prix du Japon 1989,. Le principal argument de campagne de Mosley est le fait que Balestre cumule les mandats puisqu'il est également président de la Fédération internationale de l'automobile et de la Fédération française du sport automobile. Il déclare également que personne n'ose contester les décisions de Balestre par peur des conséquences et il estime que le président de la FISA ne doit pas intervenir dans la Formule 1, discipline qui doit prendre en main seule sa gestion.
L'avocat britannique illustre le fait que la FISA n'est pas correctement administrée en s'appuyant sur le changement de date d'inscription à la saison 1991 du championnat du monde des voitures de sport qui a entraîné le retrait de deux équipes en septembre 1991, à Monza ; General Motors et Toyota, qui souhaitaient investir plusieurs millions de dollars pour se lancer dans un programme de course pour la saison 1992, n'ont pas été invités. Mosley estime qu'il est de ce fait impossible pour lui de travailler dans ces conditions. Il dénonce également le fait qu'en championnat du monde des rallyes, cinq pays nord-méditerranéens, que ce soit au niveau des constructeurs, des pilotes ou des courses, monopolisent la moitié du championnat tandis que les pays d'Afrique, d'Asie et du Moyen-Orient n'ont aucune chance d'accueillir une manche du championnat. Enfin, il fustige le fait que les petites associations nationales de sport automobile doivent fortement contribuer financièrement lorsqu'elles organisent un événement international ; au contraire, il souhaite qu'une part plus importante des recettes de ces manifestations, dont les épreuves de Formule 1, soient reversées à ces associations qui en ont « désespérément besoin ».
Mosley devient président de la FISA avec 43 voix contre 29 pour Balestre, qui reste toutefois président de la FIA. Mosley revend ses parts dans Simtek et, un an plus tard, démissionne afin de justifier une promesse de campagne : « Je voulais montrer aux gens que je fais ce que je dis. Maintenant ils peuvent me juger sur un an ». Lors de la nouvelle élection à la tête de la FISA, il est réélu,.
Les observateurs du sport automobile décrivent Mosley comme un président accessible, qui connaît la valeur des médias, même s'il lui est reproché son côté arrogant et son excès de confiance concernant la réforme des institutions de la FISA, ce qu'il reconnaît être une erreur. Sa principale mesure en tant que président de la FISA est de recommander la disparition du championnat du monde des voitures de sport, effective en 1993.

### Présidence de la Fédération internationale de l'automobile

#### 1993-1997: un premier mandat entre sécurité et droits télévisuels

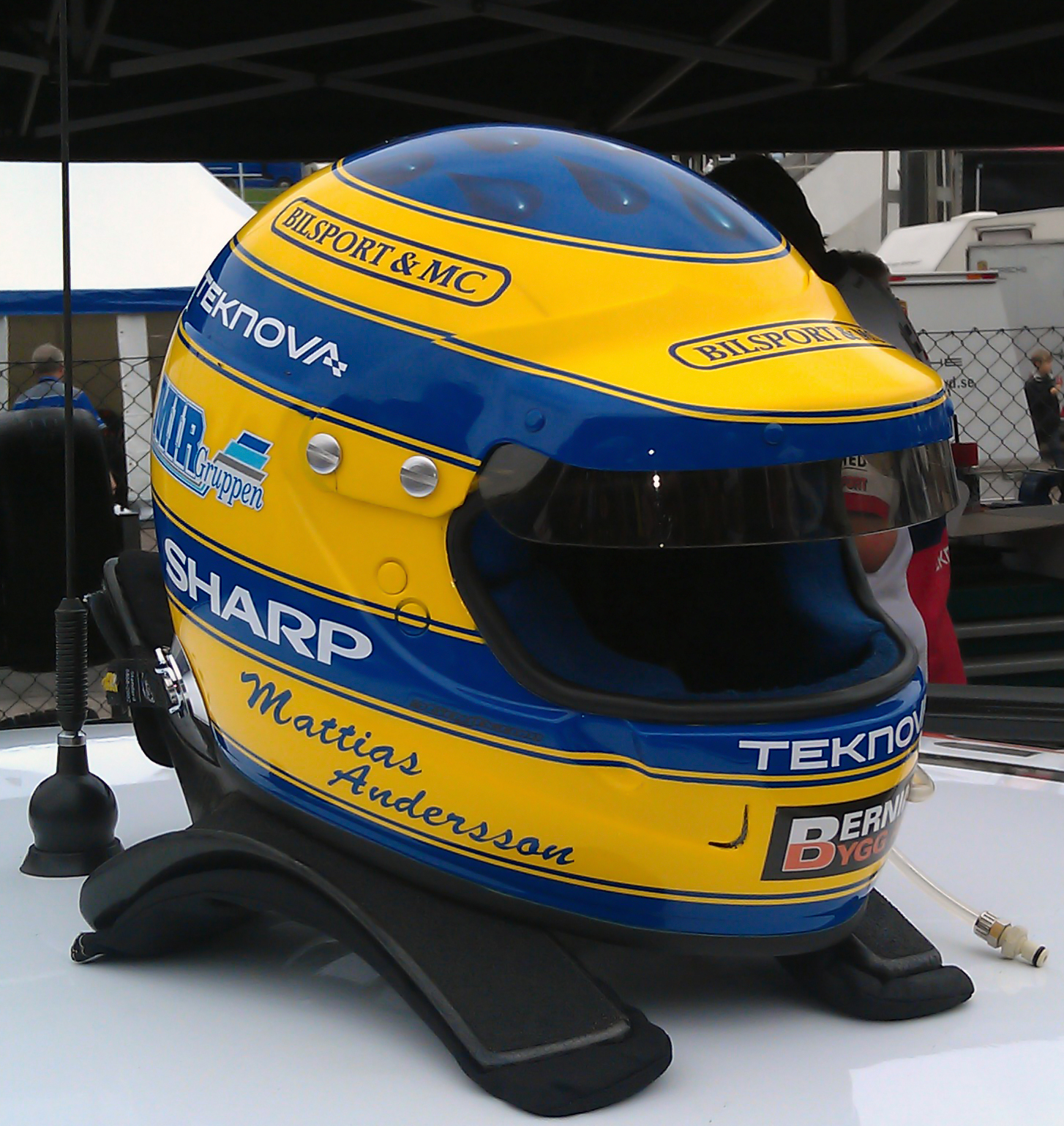
Le système HANS est l'une des principales mesures apportées à la suite des tragédies d'Imola.

En 1993, Max Mosley obtient de Jean-Marie Balestre qu'il se retire en sa faveur du poste de président de la FIA en échange d'un poste de président du sénat de la FIA, nouvellement créé après l'élection de Mosley. Aussi bien que le sport automobile, la mission de la FIA inclut les intérêts des automobilistes à travers le monde, un domaine dans lequel Mosley souhaite s'impliquer : « C'est ce qui m'a vraiment intéressé : [en Formule 1], vous sauvez peut-être une vie tous les cinq ans, alors que [dans] la sécurité routière vous parlez de milliers de vie ». Jeffrey Rose, président du Royal Automobile Club en lutte pour la présidence de la FIA, retire sa candidature lorsqu'il devient clair que la majorité des électeurs soutient la candidature de Mosley. La FISA est ensuite absorbée par la FIA et devient sa branche sportive.
Début 1993, Mosley limite les aides électroniques en Formule 1 comme la télémétrie, l'assistance au freinage, les suspensions actives ainsi que les moteurs de qualifications pour la saison 1994 de Formule 1. Le président de la FIA dénonce une « Formule 1 qui aurait à son bord un passager de 40 kg qui ne ferait plus rien du tout », d'autant que l'innovation technologique augmente les coûts, menaçant de disparition les écuries les plus modestes. Si Mosley estime que ces mesures permettront à chaque écurie d'économiser entre 1,5 et 3 millions de dollars par saison, les pilotes et directeurs d'équipes contestent vigoureusement ces décisions. Patrick Faure, le président de Renault Sport, estime que l'objectif est de diminuer les performances de l'écurie Williams-Renault, victorieuse en 1992, alors que le débat n'a pas été soulevé lorsque l'écurie McLaren-Honda dominait la discipline entre 1988 et 1991. En effet, Ron Dennis, le patron de McLaren, dénonce, au nom des directeurs des principales équipes, le fait que la FIA souhaite niveler la compétition par le bas en pénalisant les écuries de pointe et en favorisant les plus modestes. Le 12 juin 1993, la FIA dévoile un document stipulant que toutes les écuries, hormis la modeste Scuderia Italia, sont en infraction quant à l'usage de la suspension active. Fin juillet, Mosley annonce l'interdiction de la suspension active avec effet immédiat, ce qui oblige l'écurie Williams, dont la monoplace a été conçue autour de ce concept parfaitement maîtrisé, à en concevoir une nouvelle et à manquer plusieurs Grands Prix. Les détracteurs de Mosley estime que son but est de relancer un championnat dominé par l'écurie anglaise accusée, de plus, d'utiliser une essence illégale. Alors que, McLaren, Footwork Racing et Williams, dont le patron Patrick Head craint la disqualification du championnat, déposent une plainte devant le tribunal de la FIA, Bernie Ecclestone, le président de la FOCA, réunit les écuries qui rejettent la décision de Mosley, qui reporte finalement l'interdiction des suspensions actives à 1994,,,.
Après la mort des pilotes Ayrton Senna et Roland Ratzenberger au Grand Prix de Formule 1 de Saint-Marin 1994, l'attention des médias du monde entier se focalise sur le triple champion du monde brésilien, occultant le débutant autrichien quasi inconnu pilotant pour la petite écurie Simtek. Mosley ne se rend pas aux obsèques de Senna, assistant à celles de Ratzenberger. Dix ans plus tard, lors d'une conférence de presse, il révèle : « Ce qui est arrivé à Ratzenberger est selon moi encore plus tragique car il est arrivé en Formule 1 grâce à ses propres efforts et à l'aide de sa famille. Il n'avait pas d'argent, il était arrivé là grâce à ses efforts et c'était un bon gars. La mort de Ratzenberger aurait été un événement très important s'il n'y avait pas eu le drame du lendemain avec Ayrton Senna. Je me suis rendu aux funérailles de Roland Ratzenberger plutôt qu'à celles de Senna où tous les grands de la F1 étaient présents car je me suis dit que quelqu'un devait y aller pour le soutenir lui et sa famille »,.
À la suite de ces décès et d'autres accidents graves, Mosley crée un groupe consultatif d'experts dirigé par le professeur Sid Watkins afin d'étudier et améliorer la sécurité du sport automobile. Watkins, qui apprend sa nomination à ce rôle en écoutant Mosley à la radio, appelle à « une approche nouvelle et révolutionnaire » incluant les réductions de la puissance et de cylindrée des moteurs, l'utilisation de pneumatiques rainurés pour réduire la vitesse en virage, l'introduction du système HANS (Head And Neck Support) à partir de 2003 pour protéger le cou des pilotes en cas d'accident, la modification des circuits et l'augmentation des exigences des crash-tests des voitures de course. Le président de la FIA fait également réaliser des recherches concernant l'utilisation d'airbags dans les monoplaces de Formule 1 et fait développer une boîte noire servant à récolter des informations en cas d'accidents, obligatoire dans la discipline depuis 1997,,,. Mosley est critiqué par le monde du sport automobile pour la plupart de ces changements survenus très tôt après les tragédies du Grand Prix de Saint-Marin.
En 1995, la FIA accorde à Bernie Ecclestone l'intégralité des droits commerciaux de la Formule 1 pendant quinze ans à condition qu'ils soient restitués à la fédération à la fin de cette période. Depuis le début des années 1990, Ecclestone constitue autour de la Formule 1 un bouquet de télévisions, investissant massivement dans la nouvelle télévision numérique. Pendant toute la durée de l'accord, la FIA reçoit une redevance annuelle estimée par Lovell à environ 15 %. Mosley déclare : « Ma conviction est que j'ai obtenu une meilleure affaire que n'importe qui d'autre car il était plus difficile pour Ecclestone d'adopter une ligne dure avec moi puisque nous travaillons ensemble depuis si longtemps ». En 1996, la FIA cède les droits commerciaux de tous ses autres championnats et événements à Ecclestone, pour une durée de quinze ans.
Le contrat de l'homme d'affaires en Formule 1 est prolongé de dix ans en échange d'une part de 10 % dans son projet d'introduction en bourse. L'accord entre Mosley et Ecclestone concernant les droits télévisuels de la Formule 1 courrouce les directeurs d'écurie, en particulier Ron Dennis (McLaren Racing), Frank Williams (Williams F1 Team) et Ken Tyrrell (Tyrrell Racing), qui considèrent que ni Ecclestone ni la FIA n'ont le droit de conclure un tel accord sans l'aval des écuries. Ils refusent de signer les Accords de la Concorde de 1997 sans avoir obtenu une hausse des contreparties financières et menacent de déposer une plainte concernant la réglementation devant l'Union européenne. La Commission européenne mène également une investigation à l'égard de l'accord entre la FIA et Ecclestone, Lovell estimant qu'il s'agit de la « plus personnelle et âpre bataille » entre Mosley et Karel Van Miert, commissaire européen à la concurrence.
Lors du rallye de Catalogne 1995, les commissaires techniques de la FIA découvrent, lors d'un contrôle technique, que la bride d'admission d'air du turbocompresseur de la Toyota du pilote français Didier Auriol présente un diamètre supérieur à celui autorisé, augmentant ainsi la puissance du moteur. En novembre, le conseil mondial de la FIA réuni par Mosley disqualifie l'écurie Toyota et ses pilotes des championnats du monde des constructeurs et des pilotes et exclu Toyota du championnat 1996. Mosley déclare à ce sujet : « C'est vraiment très triste de perdre une des meilleures équipes du championnat mais nous n'avions pas le choix. Il s'agit du subterfuge le plus subtil et le plus sophistiqué rencontré par nos techniciens. Il était très difficile à déceler ». Le président de la FIA est toutefois convaincu que les pilotes de l'écurie japonaise n'étaient pas au courant de la tricherie. Les observateurs du championnat du monde des rallyes estiment que l'exclusion de Toyota en 1996 va affaiblir une compétition déjà fragilisée par son manque de compétitivité, Subaru étant le grand favori de la compétition,.
En 1996, Max Mosley décide de refondre la réglementation du championnat du monde des rallyes. Depuis 1994, existe un système de rotation des épreuves pour réduire les coûts. Les rallyes non retenus pour le championnat du monde sont réunis dans une coupe du monde des rallyes deux litres. Ainsi, les épreuves de prestige comme le rallye de Grande-Bretagne, le Tour de Corse, le Rallye automobile Monte-Carlo, le Rallye du Portugal ou le Rallye de Finlande sont intégrés à cette coupe. Or cette compétition est boudée par le public et les médias tandis que le championnat du monde, amputé de ces manches historiques, est rapidement abandonné par les constructeurs qui estiment qu'il n'y a pas de réelle réduction des coûts bien que Mosley affirme qu'ils ont baissé de 30 %. Le président de la FIA souhaite créer, en 1997, un nouveau championnat du monde des rallyes de quatorze manches regroupant toutes les épreuves. Cette nouvelle compétition est basée sur les World Rally Cars (WRC) où les voitures engagées sont des modèles de série produits à plus de 25 000 exemplaires. Le championnat adoptera le système de points du championnat de Formule 1 et, afin de réduire les coûts, la longueur des épreuves spéciales sera abaissée à 400 kilomètres, les reconnaissances limitées à cinq jours et le nombre de changements de pneumatiques limité à trois. Bernie Ecclestone souhaite améliorer la diffusion télévisuelle du rallye en modifiant les épreuves organisées autour d'une ville-étape d'où le rallye sera diffusé à la télévision et à la radio, et qui achèteront les droits télévisuels au vice-président de la FIA. Didier Auriol, champion du monde en 1994, critique ce nouveau championnat car il regrette la disparition des spéciales de nuit et l'apparition des spéciales urbaines. Il fustige le fait qu'« on veut à tout prix faire comme en F1 » et que cela ne diminuera pas les coûts comme promis par la FIA, « au contraire »,,,,.

#### 1997-2001: une influence majeure au niveau européen

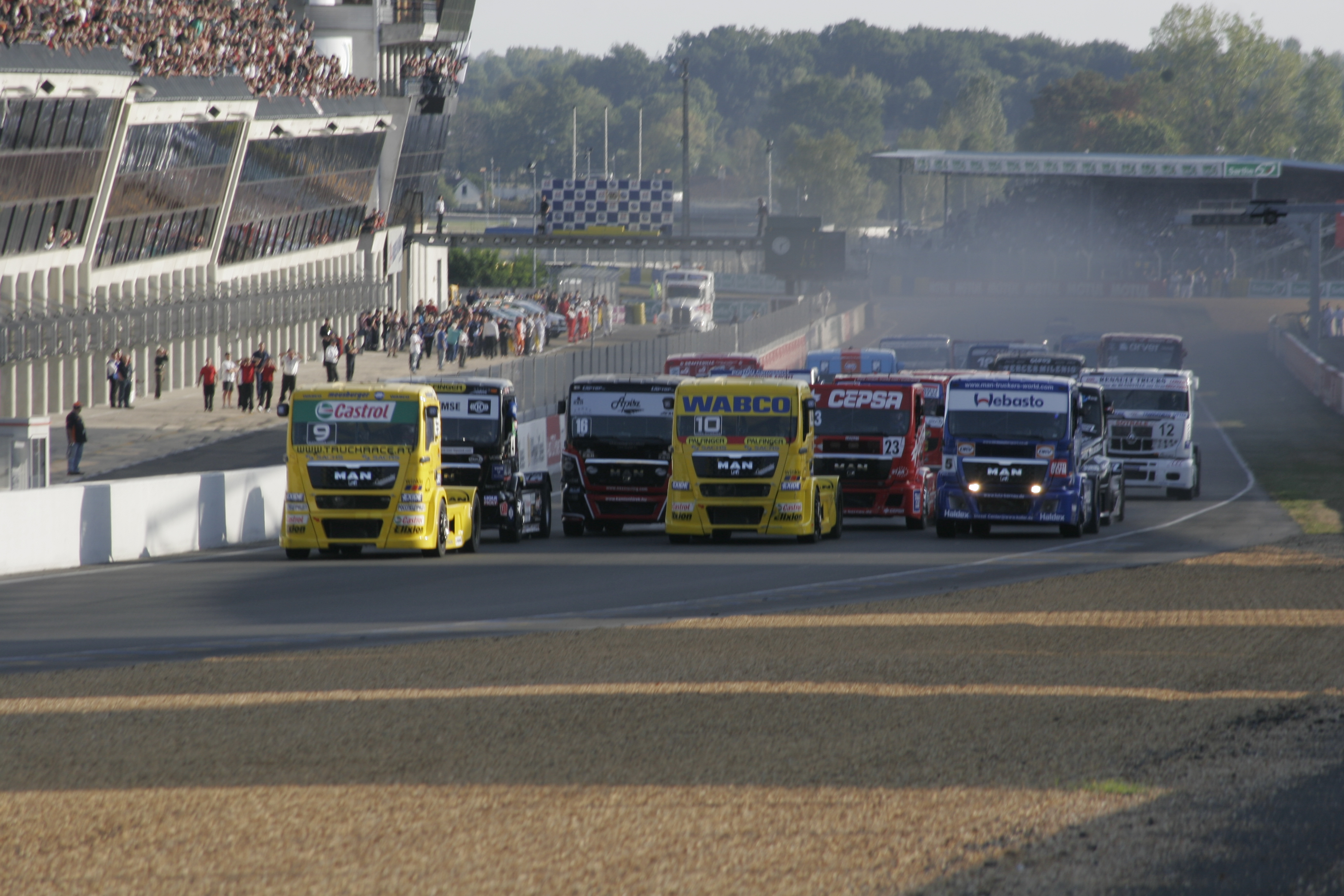
Le championnat d'Europe de courses de camions est l'un des nombreux championnats dont les droits télévisuels appartiennent à Bernie Ecclestone.

Sans rival pour la présidence de la FIA, Max Mosley conserve, en octobre 1997, son poste avec 109 voix. Plus tard dans l'année, la commission européenne pour la direction générale de la concurrence rend une décision préliminaire à l'encontre de Bernie Ecclestone et la FIA. Les lettres d'avertissement de Karel Van Miert destinés à la FIA et Ecclestone sont divulguées, ce qui met fin à la tentative de faire trembler la Formule 1 ; ces fuites donnent lieu à un procès contre la commission européenne, que la FIA remporte en 1998,.
Dans le même temps, un tribunal local allemand décide que les droits télévisuels du championnat d'Europe de courses de camions, cédés par la FIA à Ecclestone en 1996 avec les droits de tous les autres championnats de la fédération, doivent être rendus à la Truck Race Organisation, l'organisateur du championnat, à la suite d'une plainte déposée par le groupe de télévision allemande AE-TV Cooperations. L'entreprise allemande fait valoir que Mosley et Ecclestone ont violé les clauses commerciales du traité de Rome. Mosley fait appel du jugement et annule l'organisation du championnat jusqu'à nouvel ordre. En appel, la cour estime que la Truck Race Organisation devrait vendre les droits télévisuels à l'entité qui serait la plus à même de couvrir le championnat d'Europe de courses de camions, et la FIA décide en conséquence de rétablir la série.
Entre 1997 et 2000, Mosley prévient à plusieurs reprises que toute décision de l'Union Européenne allant à l'encontre de la FIA entraînerait un départ de l'Europe des organisations commerciales et de la Formule 1 elle-même. En 1999, la commission européenne pour la direction générale de la concurrence énumère un certain nombre de plaintes au sujet des accords de la FIA avec Bernie Ecclestone et la Formule 1. La commission soutient que nombre d'accords commerciaux pourraient être considérés comme anticoncurrentiels et invite la FIA et les sociétés d'Ecclestone, l'International Sportsworld Communicators et la Formula One Management, à soumettre des propositions visant à modifier ces dispositions. En 2001, les parties s'accordent sur plusieurs modifications dont le départ d'Ecclestone du poste de vice-président de la FIA chargé des affaires promotionnelles ainsi que l'arrêt de toute implication de la fédération dans les activités commerciales de la Formule 1. Mosley trouve une manière innovante de se débarrasser de l'implication de la FIA dans ces activités : afin de maintenir les investissements d'Ecclestone en faveur de la diffusion de la télévision numérique, il suggère de prolonger les droits de l'homme d'affaires pour la couverture de la Formule 1 pour 100 ans (jusqu'en 2101), estimant qu'un accord d'une telle longueur ne peut être anticoncurrentiel et correspond à une vente de ces droits. La commission européenne approuve cette analyse et, par souci de neutralité, Mosley se retire des négociations qui lui rapportent 313,6 millions de dollars. La FIA prévoit de « placer la quasi-totalité de cette somme dans une association caritative qui aura alors les ressources pour entreprendre d'importants travaux sur l'amélioration de la sécurité dans le sport automobile et la sécurité routière », donnant ainsi naissance en 2001 à la FIA Foundation for the Automobile and Society. En outre, la FIA continue de percevoir un dividende annuel sur les droits télévisuels de la Formule 1, Mosley estimant que « sur la totalité de l'accord, et sur une base annuelle, la somme que nous avons accepté représente des milliards de dollars ».
Avant que l'accord avec la commission européenne ne soit entériné, Mosley craint que la FIA perde le contrôle de la Formule 1 après une dispute avec Ecclestone à Paris. L'homme d'affaires estime qu'il a bâti la Formule 1 avec ses sociétés et que la FIA a uniquement le droit de donner un caractère officiel à l'événement. Il menace d'en « faire une terre brûlée » si un autre groupe tente d'obtenir les droits commerciaux de la discipline. Mosley propose comme solution que la FIA conserve son rôle de gestion sportive de la série tandis qu'Ecclestone conserve son rôle commercial.

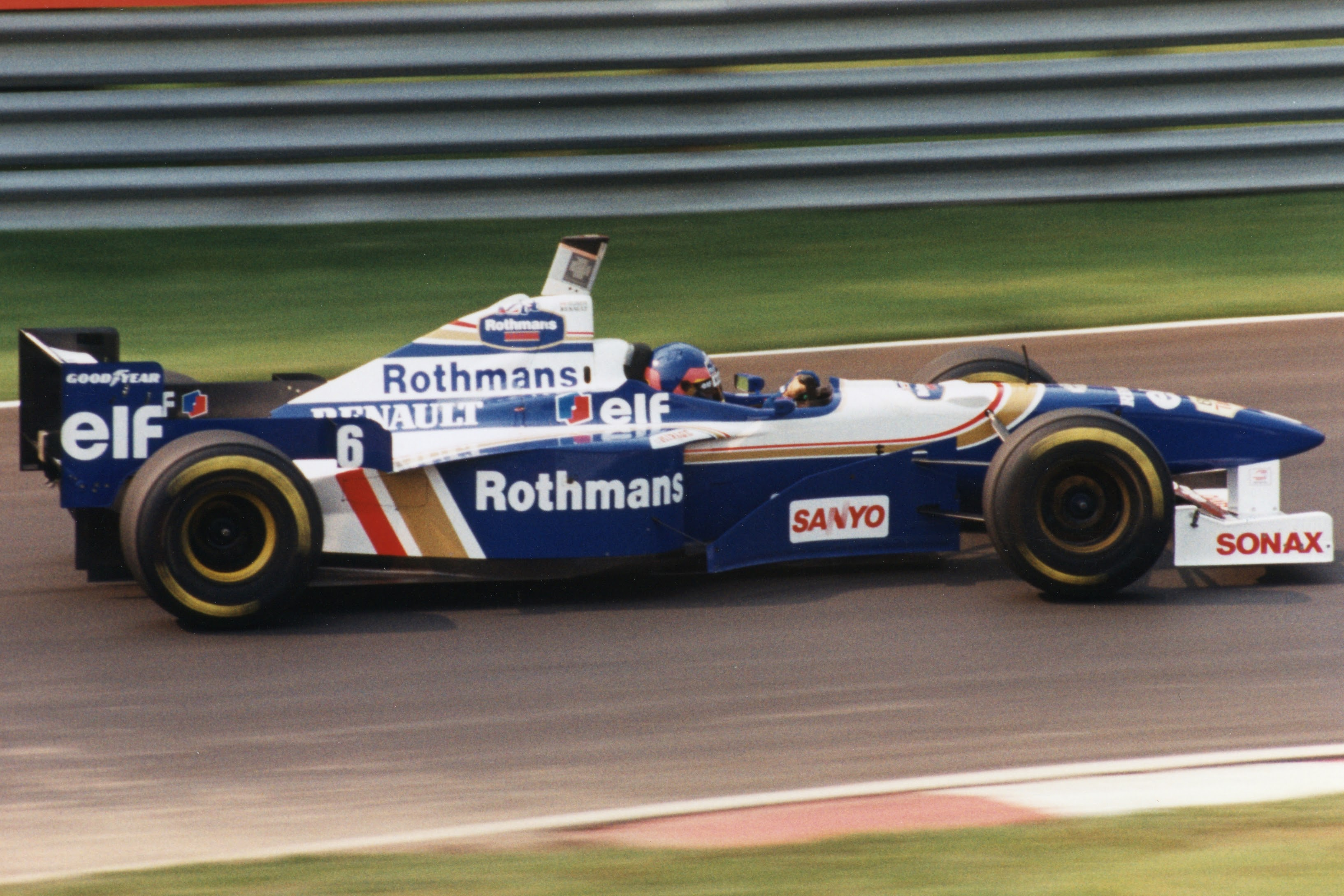
Depuis la fin des années 1960 jusqu'au début des années 2000, la plupart des écuries de Formule 1 sont majoritairement dépendantes financièrement des marques de cigarettes comme Rothmans. Max Mosley tente de retarder la législation européenne visant à bannir ce type de partenariat.

Dans le même temps, le président de la FIA tente de retarder la législation européenne au sujet de l'interdiction de la publicité pour le tabac. À cette époque, les plus grandes écuries de Formule 1 sont soutenues par des marques de tabac telles que Rothmans, West, Marlboro, Gitanes ou Mild Seven. Lors des élections générales britanniques de 1997, le parti travailliste s'engage à interdire la publicité pour le tabac, proposant ainsi une directive de l'Union européenne. La position du parti travailliste sur le bannissement de la publicité du tabac se renforce après les déclarations énergiques du secrétaire d'État à la santé Frank Dobson et du ministre de la Santé publique Tessa Jowell. Bernie Ecclestone exhorte Jonathan Powell, le chef de cabinet du Premier ministre Tony Blair, à organiser une rencontre entre Blair, lui et Mosley, tous deux donateurs du parti travailliste. Lors de cette réunion, le 16 octobre 1997, Mosley argue que le projet de loi est illégal aux yeux de la législation européenne, que la Formule 1 a besoin de temps pour trouver de nouvelles sources de financement et que la mise en vigueur de cette législation entraînerait l'interdiction de diffusion en Europe des courses extra-européennes où apparaissent les logos des manufacturiers de tabac. Mosley estime également que « la course automobile est une industrie de classe mondiale qui a placé la Grande-Bretagne à la pointe de la technologie. Privée de l'argent du tabac, la Formule 1 entraînerait la perte à l'étranger de 50 000 emplois, 150 000 emplois à temps partiel et de 900 millions de livres sterling d'exportation ».
Le 4 novembre 1997, Tessa Jowell demande à Bruxelles une exemption de la loi contre la publicité du tabac pour la Formule 1. Les médias, après avoir focalisé leur attention sur la volonté des travaillistes à faire de la Formule 1 un « sport glamour », relaient une rumeur liant le mari de Jowell à l'écurie italienne Benetton Formula. Le 6 novembre, des correspondants de trois journaux enquêtent sur le don d'un million de livres effectué par Bernie Ecclestone au parti travailliste en janvier 1997. Le 11 novembre, sur les conseils de Sir Patrick Neill, surveillant aux normes publiques, le parti travailliste promet de rendre l'argent à Ecclestone. Six jours plus tard, Tony Blair présente ses excuses pour la mauvaise gestion de l'affaire de la part de son gouvernement et déclare : « La décision d'exempter la Formule 1 du sponsoring du tabac a été prise deux semaines plus tard. C'était en réaction des craintes de la Grande-Bretagne qui pouvait perdre l'industrie au profit des pays asiatiques qui ont fait une offre pour elle ».
La directive, révisée pour la Formule 1, entre en vigueur en juin 1998 et interdit le parrainage à partir de 2003, puis 2006 pour les « sports mondiaux tels que la Formule 1 ». Le 5 octobre, cette directive est annulée devant la cour de justice de l'Union européenne, les juges estimant cette loi illégale. Une nouvelle directive interdisant la publicité du tabac entre en vigueur en juillet 2005 et concerne également la Formule 1 : le Financial Times rapporte que Max Mosley est « furieux » du fait que cette loi intervienne un an plus tôt que la précédente loi de 1998. En 2014, la Scuderia Ferrari reste la seule équipe de Formule 1 à conserver un partenariat avec un cigarettier, sans toutefois porter aucune marque explicite de cette alliance lors des courses en raison de la législation européenne. Bien qu'en 1991 la FIA déménage son siège hors de l'Union européenne, à Genève en Suisse, l'organisation revient à Paris dès 2001, tandis que la grande majorité des écuries de Formule 1 sont installées en Grande-Bretagne.

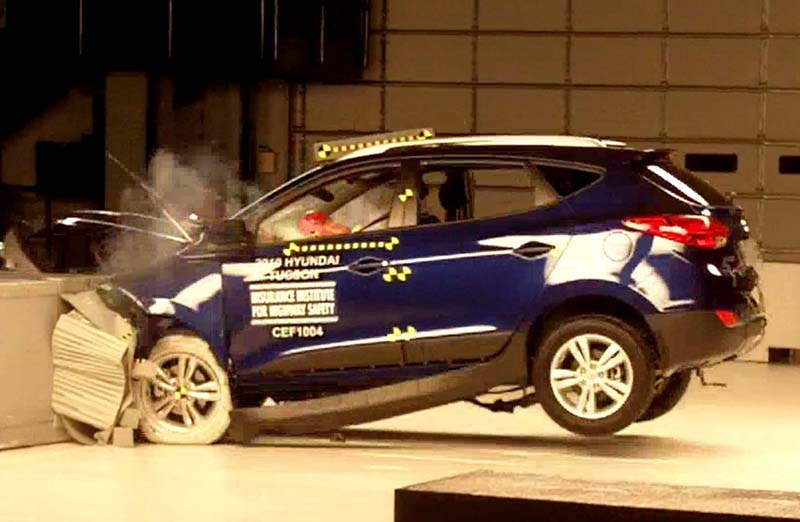
Max Mosley se sert de la Formule 1 pour promouvoir les crash-tests de l'EuroNCAP, son œuvre majeure en tant que président de la FIA selon lui.

En 2003, questionné à propos de sa plus grande réalisation en tant que président de la FIA, Mosley répond : « Je pense à l'utilisation de la Formule 1 quant à la promotion des crash-tests de l'EuroNCAP ». L'European New Car Assessment Program est un programme d'évaluation européen des performances en sécurité automobile issu des travaux du Transport Research Laboratory et du département des transports britannique. La FIA participe à ce programme à partir de 1996, avec la mission d'en faire la promotion ; Mosley préside le projet jusqu'en 2004. Si l'EuroNCAP suscite de la part des constructeurs automobiles une forte réaction négative au premier abord en raison de critères d'évaluation jugés trop stricts, le projet se développe et permet une nette amélioration de la sécurité des voitures modernes. En 2000, la commission européenne déclare que l'« EuroNCAP est devenu le dispositif le plus important pour l'accomplissement des progrès en sécurité automobile et son action de sécurité routière est la plus efficace de l'Union européenne »,. Mosley promeut également la sécurité automobile par son appartenance à CARS 21, un groupe politique de la commission européenne visant à améliorer la compétitivité de l'industrie automobile européenne à travers le monde.
L'action de Mosley porte également sur la protection des spectateurs et des intervenants de bord de piste avec, notamment, l'obligation depuis 1999 pour les monoplaces d'avoir les roues retenues par des câbles en carbone pour éviter qu'elles soient projetées en cas d'accident. Cette décision, prise après le carambolage général au départ du Grand Prix de Belgique 1998, n'a toutefois pas empêché la mort d'un pompier par une roue baladeuse lors du Grand Prix d'Italie 2000. Depuis, les normes de résistance des câbles sont régulièrement revues à la hausse.
Quelques mois plus tard, lors du Grand Prix d'Australie 2001, un commissaire meurt, heurté par une roue de la monoplace de Jacques Villeneuve, entré en collision avec la voiture de Ralf Schumacher. Après cet accident, Clay Regazzoni, ancien pilote de la Scuderia Ferrari, appelle le président de la FIA à démissionner,. Mosley remarque pour sa part que les temps au tour sur le circuit de l'Albert Park sont quatre secondes plus rapide que lors de la précédente édition en 2000, en raison de l'âpre bataille entre Bridgestone et Michelin, les deux fournisseurs de pneumatiques du plateau et souhaite, sans succès, que les monoplaces de Formule 1 soient ralenties. En février 2001, Max Mosley annonce son intention de se représenter à la présidence de la FIA, en octobre 2001, et assure que ce troisième mandat éventuel serait son dernier.
En octobre 1999, des rumeurs croient que Max Mosley démissionnerait de son poste à la tête de la FIA en octobre 2000, soit un an avant la fin de son mandat. En septembre 2000, Mosley annonce sa candidature à un troisième mandat. Il justifie sa décision en s'appuyant sur le fait que les patrons d'écuries de Formule 1 ont demandé sa démission, notamment Ron Dennis et Flavio Briatore, le patron de Benetton Formula. Les équipes sont mécontentes de la gestion de la Formule 1 par Mosley, qui projette de réduire le format des Grands Prix de trois à deux jours,,.

#### 2001-2005: un mandat contesté

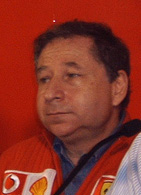
Jean Todt, directeur sportif de la Scuderia Ferrari, dont Max Mosley apprécierait la nomination pour lui succéder.

Max Mosley est réélu pour un troisième mandat consécutif à la tête de la FIA début octobre 2001. Depuis 2000, la Formule 1 assiste au retour d'équipes partiellement, ou totalement, détenues par de grands constructeurs automobiles qui craignent que, sous la gestion de Bernie Ecclestone, la couverture médiatique de la discipline passe à la télévision payante, réduisant la valeur de leur investissement et leur mise à l'écart des prises de décisions quant à l'avenir de la Formule 1.
En 2001, Fiat, DaimlerChrysler, BMW, Ford et Renault fondent l'association Grand Prix World Championship (GPWC) dont le but et de créer un championnat du monde parallèle dès 2008 et l'expiration des Accords de la Concorde. Le GPWC insiste sur l'indépendance de ce nouveau championnat vis-à-vis de la FIA, estimant que Mosley est trop proche d'Ecclestone,. Toutefois, le président de la FIA déclare que ce championnat sera régi par la FIA si les monoplaces conçues pour cette discipline sont « sûres ». Patrick Faure, le président de Renault Sport, apporte quelques précisions en affirmant que le nouveau championnat ne sera pas dirigé par le GPWC : « Vous ne pouvez pas être joueur et arbitre en même temps ». Alors que Mosley espère toujours un accord entre Ecclestone, la FIA et les constructeurs qui revendiquent 25 % de la valeur des droits commerciaux de la Formule 1 pour une durée de 25 ans, quitte à casser les Accords de la Concorde, le GPWC présente, à Genève devant toutes les écuries de Formule 1 exceptée Arrows, son projet de championnat parallèle,,.
Fin juin 2003, Mosley assiste, à Donington Park, à une manche du championnat FIA GT créé en 1997, et à une manche du championnat d'Europe FIA des voitures de tourisme créé en 2000 après douze ans d'absence. Extrêmement satisfait de la façon dont le championnat s'est développé en trois saisons, il juge toutefois que trop d'argent est dépensé dans une recherche technologique plus sophistiquée qu'elle ne devrait être. Il envisage même la création d'un championnat du monde des voitures de tourisme si les conditions le permettent et prédit « un grand avenir » au championnat GT si les constructeurs engageaient leurs supercars car, selon lui, le public ne comprend pas que de telles voitures n'apparaissent pas en piste. Mosley considère également qu'il est impératif de maintenir aussi bas que possible les coûts de ce championnat pour qu'une écurie privée bien financée puisse le disputer, sans quoi l'avenir de cette compétition tournerait au « désastre ».
En juin 2004, Mosley annonce sa démission en octobre, un an avant la prochaine élection : « S'accrocher est une erreur. À un moment donné, vous devez abandonner. J'ai plus de 60 ans. J'ai hâte d'être à la prochaine étape, de lire tous les livres que je veux lire, d'avoir le temps de faire des choses qui m'intéressent. Je serai encore passionné par le sport automobile mais je ne sentirai pas le terrible poids des responsabilités. Je vais démissionner. Il n'y a rien de particulièrement significatif à ce sujet ; je n'ai pas un incroyable nouveau travail et, heureusement, autant que je le sache, je suis en parfaite santé. Je suis juste au moment où je ne trouve plus satisfaisant ou intéressant de m'asseoir à de longues réunions, particulièrement avec les équipes de Formule 1 ou les équipes du championnat du monde des rallyes où les gens acceptent souvent des choses, s'en vont et changent complètement d'avis ». Il déclare également qu'il verrait bien Jean Todt, le directeur sportif de Ferrari, lui succéder, estimant qu'il serait très efficace, et même « génial ».
Le mois suivant, il renonce à démissionner après une réunion du sénat de la FIA lui demandant de rester à la tête de l'organisation, la FIA se montrant incapable de lui trouver un remplaçant à la hauteur de la fonction. Cette démarche rappelle les envies de démission d'un Jean-Marie Balestre revenu ensuite plus fort que jamais. De nombreux observateurs estiment que ce souhait de démission, ainsi que la querelle avec Ecclestone sur l'avenir du Grand Prix de Grande-Bretagne, menacé par le grand argentier de la Formule 1, ne sont qu'une diversion visant à renforcer leur mainmise sur la gestion du sport automobile. Ron Dennis, le directeur de l'écurie McLaren Racing, estime que sa démission avortée est due à l'opposition qu'il a rencontrée face aux changements qu'il souhaitait apporter à la FIA.
En décembre 2004, à Monaco, Mosley et Angelo Codignoni, le PDG de la chaîne sportive européenne Eurosport, présentent le championnat du monde des voitures de tourisme qui, dès 2005, remplacera le championnat d'Europe FIA des voitures de tourisme, devenant ainsi le troisième championnat du monde régi par la FIA après la Formule 1 et le WRC. « Le FIA European Touring Car Championship a été un grand succès et le moment est venu de l'étendre. Le meilleur exemple est d'avoir un constructeur chinois qui participe à ce championnat. Je sais maintenant qu'il va grandir sans cesse ». Huit constructeurs participe à la première édition du WTCC qui attire les concurrents par ses coûts maîtrisés et par le maintien de la réglementation technique déjà en vigueur sous l'ETCC.

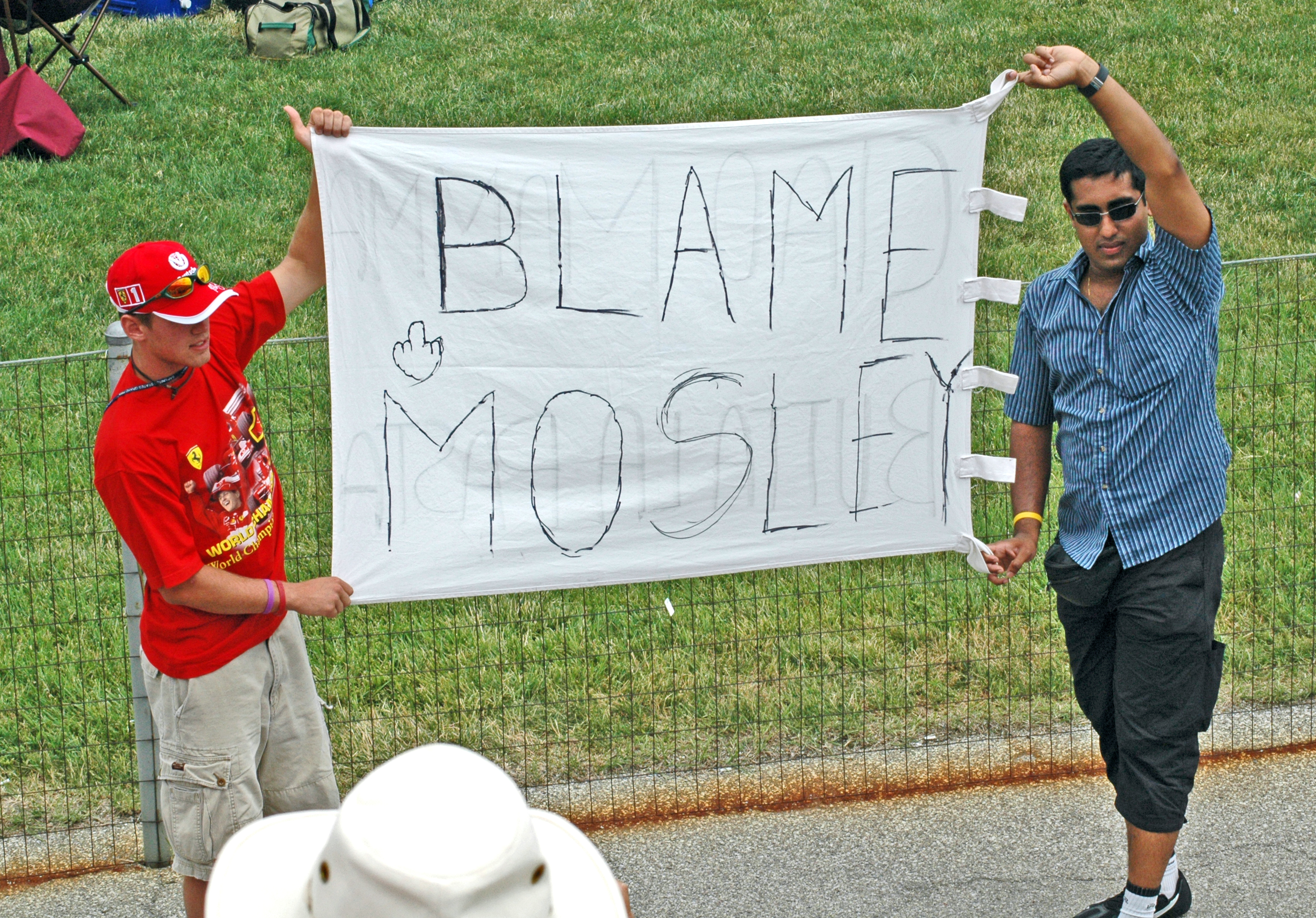
Les amateurs de Formule 1 s'étant rendus au Grand Prix des États-Unis 2005 souhaitent que Max Mosley quitte son poste à la tête de la FIA.

En 2005, le Grand Prix des États-Unis est disputé par seulement six monoplaces après que les pneumatiques Michelin utilisés par les quatorze autres voitures sont jugés dangereux. Pour ralentir les monoplaces, une proposition de création d'une chicane temporaire au niveau du virage le plus rapide de l'Indianapolis Motor Speedway est demandée mais elle est rejetée par Mosley : « La Formule 1 est une activité dangereuse et il serait imprudent d'effectuer des changements fondamentaux à un circuit sans suivre des procédures expérimentées. Ce qui s'est passé est mauvais mais cela peut être corrigé. Ce n'est pas vrai pour une fatalité. La Formule 1 est un sport qui divertit. Ce n'est pas un divertissement déguisé en sport. Supposons qu'il y aurait eu un accident mortel : comment aurions-nous pu justifier une telle violation de nos procédures fondamentales de sécurité devant un tribunal américain ? » Le président de la FIA, alors à Londres, propose alors trois solutions au problème rencontré par les écuries fournies par Michelin : chausser les pneumatiques utilisés en qualification en changeant autant de fois que nécessaire le pneu arrière gauche, utiliser un pneumatique différent fourni par Michelin ou enfin limiter la vitesse dans le virage no 13 ; ces solutions sont toutes rejetées par les écuries Michelin. Paul Stoddart, le propriétaire de la Scuderia Minardi équipée de pneus Bridgestone, prêt à faire des concessions à Michelin même si cela aurait signifié que son écurie ne marquerait aucun point, appelle finalement Mosley à la démission.
La même année, Max Mosley et d'autres personnalités du monde du sport automobile, de la médecine, de la politique, des affaires et des arts fondent l'Institut du cerveau et de la moelle épinière (ICM), une fondation reconnue d'utilité publique française dont l'objectif est de mettre au point des traitements pour les lésions du système nerveux. Il déclare à ce propos : « La Fondation FIA a choisi de soutenir l'ICM car les plus graves traumatismes liés aux accidents de la route restent malheureusement les lésions de la moelle épinière et du cerveau. Or, ce type d'accident est toujours trop fréquent. Les recherches menées par l'ICM vont permettre de développer des traitements efficaces pour soigner ces lésions. Ce soutien rejoint donc les objectifs que nous nous étions fixés dans le cadre de notre campagne internationale pour la sécurité routière ».

#### 2005-2009: dernier mandat entre écologie, réduction des coûts, conflits et scandale

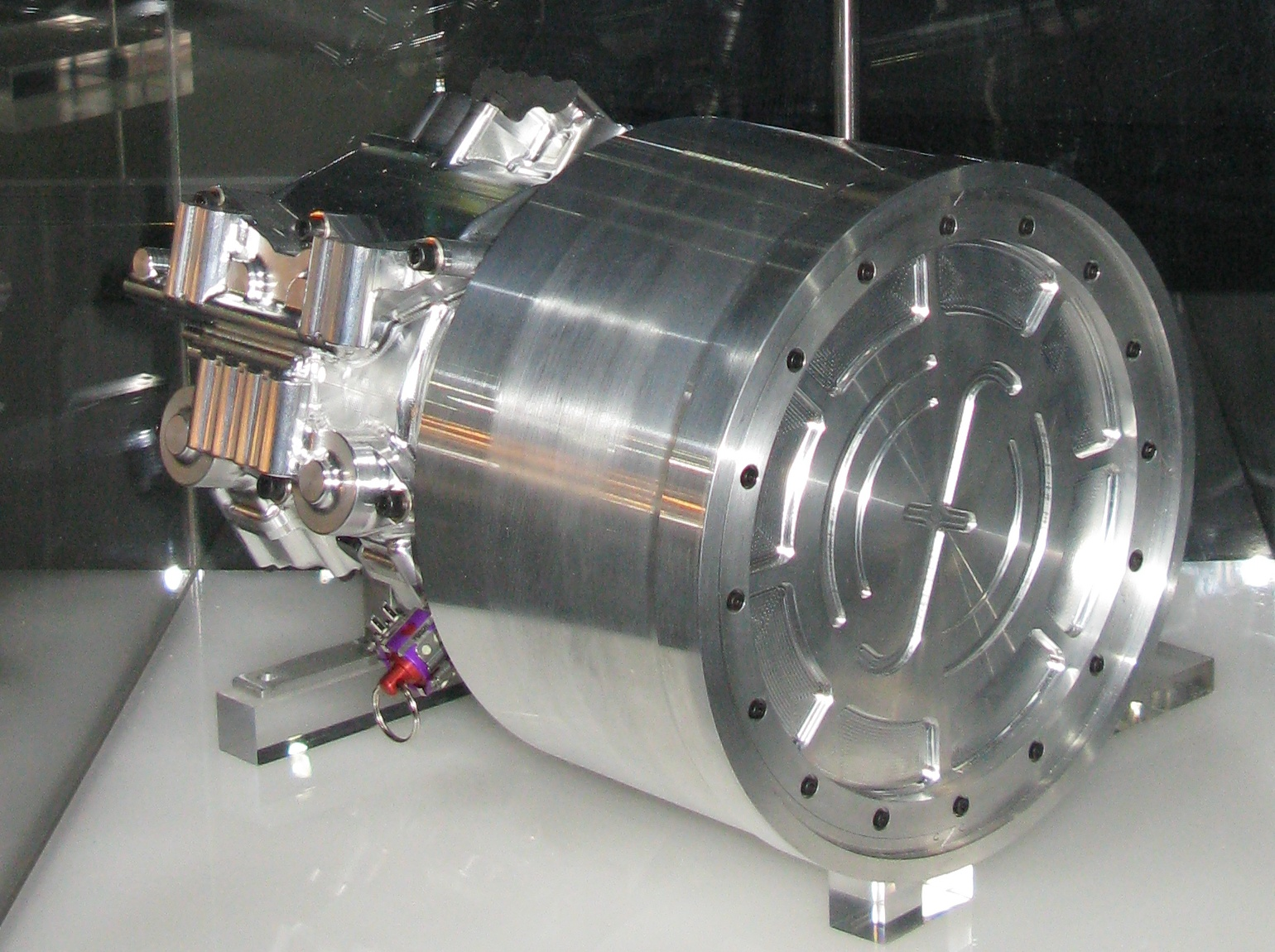
Max Mosley est à l'origine de l'introduction du système de récupération d'énergie cinétique, présent en Formule 1 depuis 2009.

En octobre 2005, Mosley, seul candidat à sa succession, est réélu à la tête de la FIA pour un quatrième mandat de quatre ans à la suite d'une réunion de l'assemblée générale de l'organisation à Rome. Le 31 janvier 2006, il est fait chevalier de la Légion d'honneur par le ministre français des Affaires étrangères Philippe Douste-Blazy. La France salue l'« engagement exemplaire de Mosley au service du sport et de la conduite automobile ainsi que sa politique pour le renforcement des normes de sécurité non seulement sur les routes européennes mais partout dans le monde »,. Le 27 mai 2006, il est décoré, à Monaco, de l'ordre de Saint-Charles.
En 2006, il aborde une nouvelle thématique de sa présidence en appelant les constructeurs de Formule 1 à développer des technologies utiles aux voitures de série et bénéfiques à la société. Il fustige les écuries qui dépensent des centaines de millions d'euros par an pour augmenter la puissance des moteurs ce qui a peu d'utilité pour les voitures de route et annonce un gel du développement des moteurs pour cinq ans à compter de la saison 2008 afin de permettre aux motoristes de consacrer un budget plus important pour la conception de technologies respectueuses de l'environnement comme le système de récupération de l'énergie cinétique introduit en 2009, qui permet de récupérer l'énergie lors des freinage. « Il est nécessaire de montrer à la société civile que la Formule 1 est en train de faire quelque chose d'utile car chaque commanditaire important a une commission d'impact environnemental et il est absolument essentiel pour les équipes de Formule 1 d'être en mesure de démontrer aux grandes entreprises qu'elles sont vraiment capables d'apporter leur contribution ». En juillet 2008, Mosley appelle l'ensemble des écuries de Formule 1 à proposer des solutions d'avenir concernant la réduction des coûts (qu'il souhaite diviser par deux d'ici 2011) et de la consommation d'essence (qu'il veut réduire de 20 % en 2011 et de 50 % pour 2015).
Le championnat du monde de Formule 1 2007 est marqué par une vaste affaire d'espionnage. McLaren Racing est accusée par Ferrari d'avoir utilisé illégalement certains de ses documents confidentiels, ce qui donne lieu à des procès en Italie et au Royaume-Uni. Contrairement aux affaires précédentes similaires, comme l'affaire d'espionnage de Toyota F1 Team à l'encontre de Ferrari résolue par la police allemande, la FIA décide d'ouvrir sa propre enquête. McLaren est initialement innocentée, la FIA ne pouvant pas prouver que, hormis Mike Coughlan le directeur technique de l'équipe anglaise, une autre personne ait eu accès à ces informations. Ron Dennis, le patron de McLaren, n'est à ce moment pas au courant que Mosley dispose de courriels personnels remis par Fernando Alonso, pilote de l'écurie britannique, dans lesquels il est mentionné que d'autres membres de McLaren ont eu accès aux documents. La police italienne découvre ensuite des SMS et des appels téléphoniques échangés entre Coughlan et Nigel Stepney, le cadre de Ferrari qui a fourni les informations à McLaren ; cette dernière comparaît devant le conseil mondial du sport automobile qui reconnaît l'écurie coupable d'espionnage et la condamne à une amende de 100 millions de dollars et à l'exclusion du championnat des constructeurs,. En décembre 2007, l'écurie française Renault F1 Team, bien que reconnue coupable par la FIA de posséder des documents en provenance de McLaren, n'est pas sanctionnée, le conseil mondial du sport automobile de la FIA estimant qu'il n'était pas prouvé que le championnat ait été affecté en conséquence,.

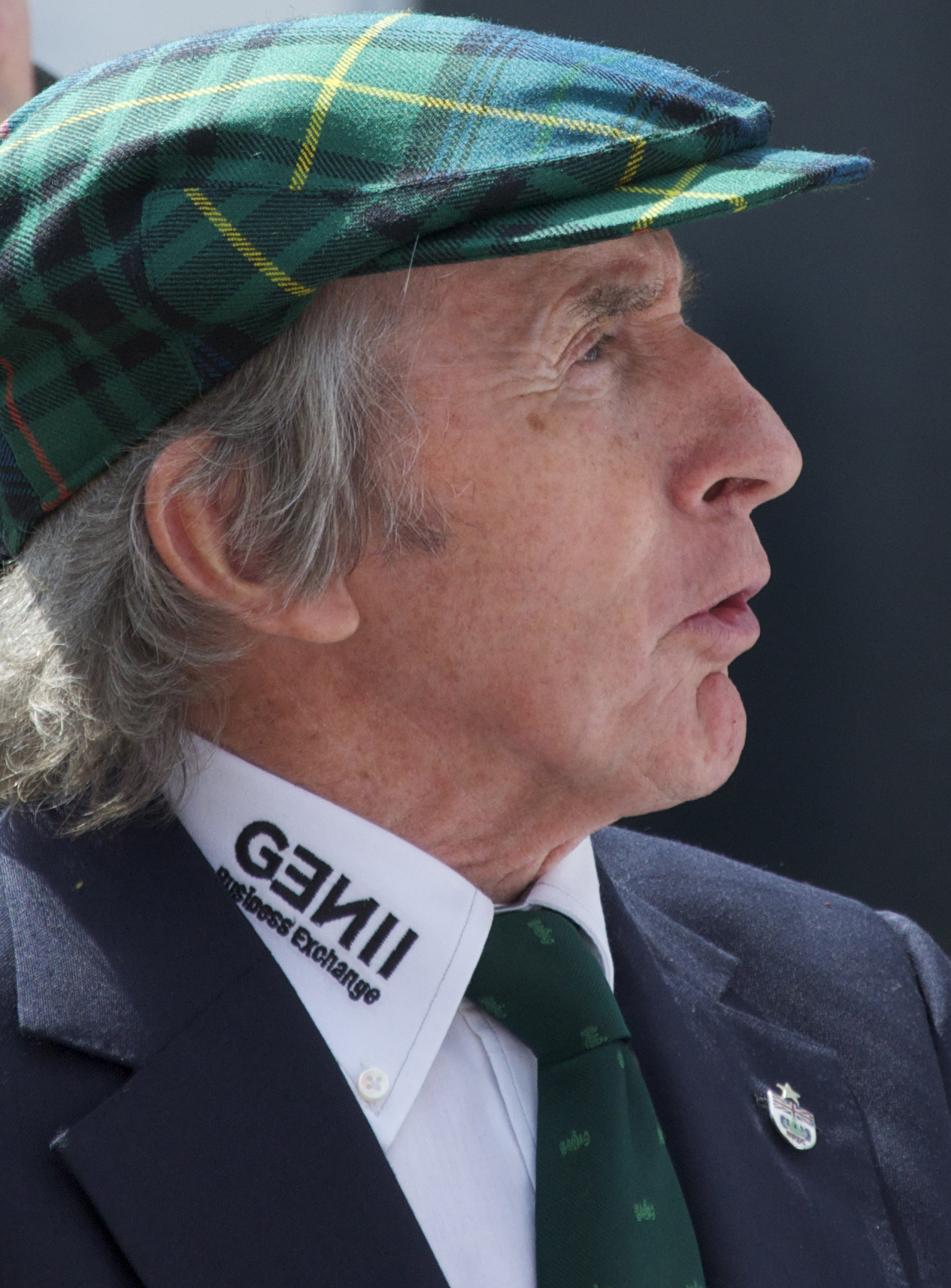
Lors de son dernier mandat, Max Mosley a régulièrement été appelé à la démission par le triple champion du monde de Formule 1 Jackie Stewart.

Le triple champion du monde Jackie Stewart dénonce le règne autoritaire de Mosley et d'Ecclestone sur la Formule 1 et les appelle à quitter le sport automobile. Il estime en effet qu'aucune équipe n'a soutenu McLaren lors de l'affaire d'espionnage par peur de représailles. L'ancien pilote Martin Brundle, désormais journaliste, critique la FIA et Mosley pour leurs choix incohérents, et s'interroge sur la « façon énergique » selon laquelle McLaren a été poursuivie, estimant qu'il y a eu une « chasse aux sorcières » envers cette écurie. Brundle et son employeur, le The Sunday Times, reçoivent de la part de la FIA une plainte pour diffamation avant que l'article imprimé ne soit modifié. Mosley se défend des accusations portées par l'ancien pilote, soulignant que le conseil mondial du sport automobile a initialement acquitté McLaren de tout méfait : « Les preuves concrètes de l'utilisation par McLaren d'informations sur Ferrari n'étaient simplement pas là ». Ce n'est que plus tard lorsque « les emails ont bien montré qu'il y avait d'autres personnes chez McLaren qui étaient au courant des informations sur Ferrari » que McLaren a été condamnée par la FIA. Plus tard, dans l'ouvrage The Secret Life of Bernie Ecclestone, écrit par le biographe Tom Bower, Mosley avoue que cette affaire était une vendetta contre Ron Dennis, dont l'écurie aurait été exclue du championnat pendant deux saisons s'il avait refusé de payer l'amende. Le président de la FIA justifie ainsi cette amende record : « C'était 5 millions de dollars pour l'infraction et 95 millions de dollars car Ron est un con ». Cette somme a financé en grande partie le fonds de développement pour la sécurité dans le sport automobile, destiné à améliorer la sécurité des compétitions automobiles notamment dans les pays émergents. Présidé par Michael Schumacher, le fonds est également dirigé par Max Mosley, Nick Craw, le président du comité de compétition automobile des États-Unis, Jean Todt, membre du bureau de la FIA et Norbert Haug, vice-président de Mercedes-Benz Motorsport.
En 2008, Mosley annonce souhaiter mettre en place le système de récupération d'énergie cinétique ainsi que réduire à 100 millions d'euros le coût d'une saison de Formule 1 avant de quitter la FIA à l'issue de son mandat. La FIA est félicitée par le parlement européen pour avoir introduit en Formule 1 des « technologies respectueuses de l'environnement comme les biocarburants et les moteurs à quatre cylindres ou hybrides ». En effet, dès 2008, les carburants de Formule 1 doivent contenir 5,75 % de biocarburant tandis qu'un moteur turbocompressé à quatre cylindres doit être mis en place pour 2013. Il augmente également le prix de la superlicence, obligatoire pour disputer le championnat de Formule 1, afin de financer les coûts liés à la sécurité,,,.
Fin mars 2008, le tabloïd anglais News of the World publie une vidéo montrant Mosley s'adonnant, avec cinq prostituées, à des actes sado-masochistes, déguisés en soldat allemand et en prisonnières de camp de concentration. De nombreuses associations juives s'indignent de cette nouvelle et demandent la démission de Max Mosley, tout comme l'ancien champion du monde Jody Scheckter, de confession juive, ou encore Jackie Stewart et Niki Lauda, puisque le tabloïd fait le rapprochement avec ses origines familiales. Critiqué par BMW, Honda, Toyota et Mercedes, ainsi que par de nombreuses associations automobiles nationales affiliées à la FIA, comme l'ADAC et l'association américaine des automobilistes, Mosley présente, dans une lettre ouverte, ses excuses pour l'« embarras » causé par cette affaire et nie le caractère nazi de sa soirée, invoquant le droit à la vie privée : « Une source haut placée au sein de la police britannique et des services de sécurité m'a fait comprendre qu'un groupe de personnes a engagé une enquête clandestine sur ma vie privée depuis deux semaines […] Maintenant que vous êtes au courant des investigations, je me sens vraiment confus si cela vous a embarrassé […] J'ai reçu un grand nombre de messages de sympathie et de soutien de la part de la FIA et du monde automobile, m'encourageant à poursuivre mon rôle. Je vous en suis reconnaissant et j'ai l'intention de suivre ce conseil »,,,. Bernie Ecclestone lui demande de ne pas se rendre au Grand Prix de Bahreïn et l'appelle, avec sept écuries de Formule 1 et bien qu'il estime que cette affaire n'a rien à voir avec le sport automobile, à démissionner en avril,. Mosley se rend toutefois au rallye de Jordanie, sur invitation de la famille royale, qui le considère comme « un grand ami et un allié de la Jordanie ».

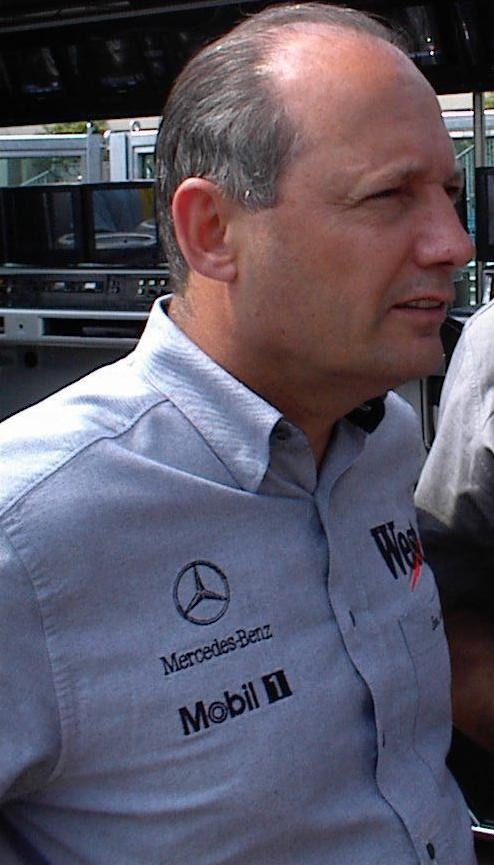
Ron Dennis, souvent en conflit avec Max Mosley.

Mosley sollicite les services secrets français et britanniques au sujet de l'enquêteur à l'origine du scandale et qui le filait depuis quinze jours avant que l'affaire éclate. Le groupe News Corporation qui regroupe The News of the World et The Sun, le journal attaqué en justice par Mosley en 2007 après la diffusion de propos diffamatoires concernant l'affaire d'espionnage entre McLaren et Ferrari, est soupçonné d'être à l'origine d'une vengeance envers le Britannique. Des rumeurs annoncent également que Ron Dennis a commandité les investigations du tabloïd en représailles à la sanction infligée par la FIA à son écurie. Il dément « catégoriquement avoir un lien avec l'enquête menée par le journal News of the World sur Monsieur Mosley »,.
Soutenu par le champion du monde en titre Kimi Räikkönen et par la fédération automobile brésilienne, Mosley demande, le 3 avril, à Michel Boeri, président du Sénat de la FIA, de convoquer une assemblée générale extraordinaire de l'institution afin de s'expliquer sur le scandale et d'obtenir un vote de confiance,,. Le 3 juin, il conserve son poste avec 103 votes pour et 55 contre. Plusieurs associations automobiles, comme l'ADAC et l'association américaine des automobilistes, rompent leur partenariat avec la FIA tandis que les constructeurs et la Motor Sports Association, la fédération automobile britannique, prennent acte du vote et souhaitent travailler pour l'avenir de l'automobile et du sport. Bernie Ecclestone regrette cette victoire et révèle que Mosley souhaitait quitter son poste à la fin de l'année 2007, puis à la fin de l'année 2008 avant que le scandale éclate. L'homme d'affaires britannique a en effet conseillé à son ami de démissionner en novembre 2008 plutôt que de demander un vote de confiance et a désormais peur qu'il ne puisse diriger normalement la FIA : « Avant cette histoire, Mosley m'a souvent dit qu'il en avait assez, qu'il voulait s'en aller et faire autre chose dans sa vie. Aujourd'hui, il a eu ce qu'il voulait. Il est toujours là, c'est tout. J'ai été sous une pression horrible de gens qui me disaient que Max ne pouvait nous représenter. Ils disaient qu'on ne pouvait le soutenir et que je devais le convaincre de démissionner. Je ne suis plus dans cette position. Max a toujours gouverné par la peur mais je pense que plus de gens vont probablement le défier après cela »,. Ecclestone, un temps accusé d'être à l'origine du complot contre Mosley, a en réalité prévenu le président de la FIA qu'un groupe d'individus voulaient l'éliminer. Un conseiller des deux hommes a mis au courant Ecclestone d'un possible complot contre Mosley, qui n'a pas écouté les conseils de son ami, qui estimait toutefois qu'il était un homme sans histoires,.
Une semaine après la publication du journal sur la séance sado-masochiste de Mosley, la haute cour de justice de Londres rejette le recours du président de la FIA concernant la diffusion sur le site internet de News of the World de la vidéo le montrant en soldat nazi ; il obtient, fin avril, d'un tribunal parisien, le retrait de la vente du tabloïd en France,. Fin juillet 2008, News of the World est condamné à verser 60 000 livres sterling de dommages et intérêts à Mosley pour atteinte à sa vie privée, le juge estimant par ailleurs qu'il n'y a aucune preuve que les « participants se moquent des victimes de la Shoah ». L'avocat du tabloïd regrette cette décision, qu'il juge comme un coup porté à la liberté d'expression. Une décision similaire est prononcée, en France, le 8 novembre 2011 par le Tribunal correctionnel de Paris, qui condamne le tabloïd pour atteinte à l'intimité de la vie. Cette affaire est dévastatrice au sein de sa famille, qui ignorait cette facette de sa personnalité ; face aux rumeurs annonçant son divorce, Mosley déclare : « Avec ma femme, nous sommes ensemble depuis cinquante ans et évidemment elle a été très en colère mais nous n'allons pas divorcer pour cela,. »
Mi-2008, Mosley annonce le retour du championnat de Formule 2 FIA à compter de 2009. Ce championnat, disparu depuis 1985, doit devenir l'antichambre de la Formule 1 et remplacer les GP2 Series créées en 2005 par Bernie Ecclestone. Max Mosley souhaite attirer de nouveaux constructeurs et investisseurs en proposant un championnat qui coûterait 200 000 euros par saison et par voiture alors qu'un engagement équivalent en GP2 revient à 1,5 million d'euros. Les directeurs d'écurie de GP2 estiment qu'un tel budget est intenable : « Même si tous les membres de l'écurie devenaient bénévoles et que nous devenions une œuvre de charité, il est impossible de faire rouler des camions à travers l'Europe et de loger notre personnel pour aussi peu que 200 000 euros par saison ». Ecclestone se moque même de Mosley : « Une saison en karting coûte plus cher que cela. Pour arriver à un coût aussi bas, peut-être vont-ils employer des moteurs de tondeuses à gazon ? Et cela fera-t-il de la Formule 2 un véritable vivier pour la Formule 1 ? » Toutefois, fin mai 2009, la première saison de Formule 2, dont les monoplaces sont préparées par la société de l'ancien pilote Jonathan Palmer, commence,,.
Fin 2008, Mosley annonce qu'il ne souhaite pas se représenter à la tête de la FIA en octobre 2009 et qu'il prendra une décision définitive en juin. Il dénonce les dépenses réalisées par les écuries de Formule 1, qu'il chiffre à 1,17 milliard d'euros en 2008 et annonce que la FIA est entrée en négociations exclusives avec le motoriste britannique Cosworth mandaté pour produire, à partir de 2010, un moteur standard fourni à moins quatre équipes pour assurer une baisse significative des coûts. Les autres motoristes seront obligés de concevoir un moteur sur des bases identiques au Cosworth pour réduire de 95 % le budget moteur des écuries. Après un appel d'offres pour permettre à quatre nouvelles écuries de s'engager en Formule 1 en 2010, il est révélé que la FIA leur a imposé de signer un partenariat avec Cosworth pour être admises,,,. Enfin, toujours dans l'optique de réduire les coûts de la Formule 1, Mosley interdit les essais privés entre les Grands Prix à partir de 2009 et supprime les ravitaillements en course dès 2010.
Début 2009, Jackie Stewart réclame le départ de Mosley et d'Ecclestone, qu'il juge trop proches et puissants, estimant que tout dirigeant d'une grande entreprise aurait, en 2008, immédiatement démissionné à la place de Mosley. Il regrette également que le grand argentier de la Formule 1 ait soutenu Mosley après la condamnation du News of the World et souhaite que le futur président de la FIA soit extérieur au monde automobile. Guy Fréquelin, ancien directeur sportif de l'écurie de rallye WRC Citroën Sport, fustige Mosley au sujet du championnat du monde des rallyes : « Le problème majeur vient de ce que Max Mosley, le président de la FIA, ne connaît rien au rallye et qu'il en confie la gestion à des béni-oui-oui qui lui sont entièrement dévoués et lui rapportent ce qu'il veut entendre… ». Il critique également la tenue du rallye de Chypre, expliquant qu'aucun pilote et constructeur n'aime cette épreuve, qui n'apporte aucun intérêt commercial en plus d'être onéreuse et non suivie par les spectateurs. Enfin, il déclare qu'aucun constructeur automobile ne proteste contre les décisions de la FIA « parce que Max dispose de puissants leviers d'influence sur les constructeurs via certains organismes comme celui qui distribue les étoiles au crash-test… »,.
Le président de la FIA décide d'augmenter à nouveau le prix de la superlicence pour la saison 2009 de Formule 1, ce qui provoque un tollé chez les pilotes. Par l'intermédiaire de leur association, le Grand Prix Drivers' Association, ils demandent à Mosley de diminuer le coût de la superlicence, ce qu'il accepte pour la saison 2010,.
En avril 2009, il évoque l'idée de l'utilisation d'un moteur universel dont la base serait commune à toutes les épreuves régies par la FIA dès 2013 afin de réduire considérablement les coûts en sport automobile. Mosley précise qu'il serait sous la forme d'un moteur turbocompressé en Formule 1, d'un moteur atmosphérique dans les disciplines inférieures et le rallye. Cette idée est critiquée par le fait qu'il n'existerait plus qu'un seul motoriste, excluant ainsi les constructeurs,. Par ailleurs, il annonce que la catégorie WRC sera remplacée par la catégorie S2000 à partir du championnat du monde des rallyes 2011 et se prononce pour une éventuelle organisation de cette compétition entre août et mai, centrant ainsi le rallye en hiver et la Formule 1 en été.

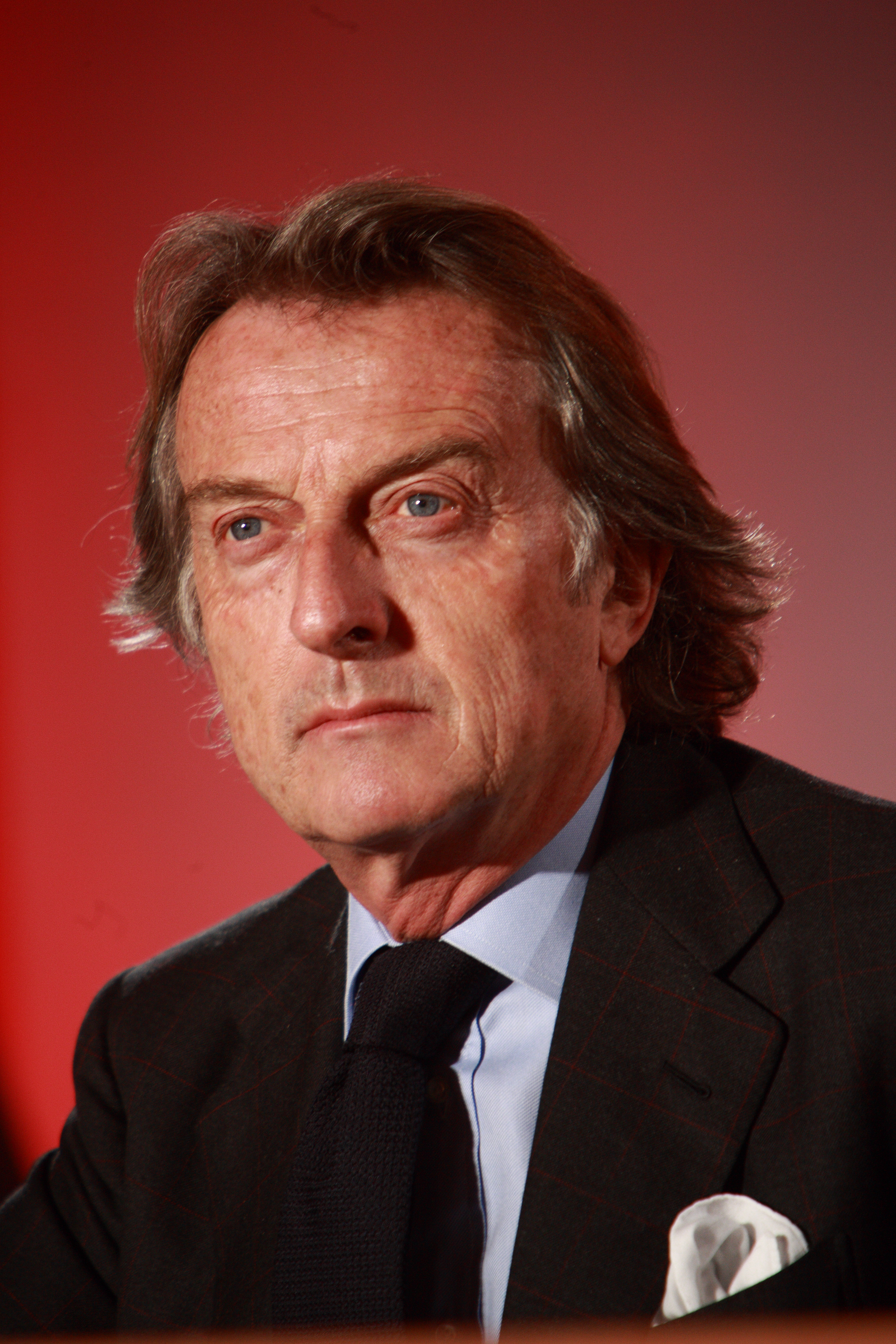
Le président de Ferrari et de la FOTA, Luca di Montezemolo, salue le départ de Max Mosley, dont il sous-entend qu'il est un « dictateur ».

Au printemps 2009, la FIA et la FOTA entrent en conflit quant à la réglementation de la saison à venir de Formule 1. Pour réduire les coûts, Mosley souhaite interdire les couvertures chauffante pour les pneumatiques et imposer un budget maximal de 45 millions d'euros par écurie, hors salaire des pilotes et dépenses en opérations commerciales, ce qui provoque un tollé au sein de la FOTA car les écuries respectant cette limite bénéficieront d'importants avantages technologiques tandis que les autres devront s'acquitter d'une amende. La Scuderia Ferrari, équipe historique du championnat qui dispose, depuis 2005, d'un droit de veto concernant les changements de réglementation pose un recours devant le tribunal de grande instance de Paris pour invalider le projet de limite budgétaire, en vain. Mosley, en réaction à la rébellion de la FOTA, déclare : « Nous sommes désormais en conflit et nous verrons qui gagnera à la fin. Je leur dis : si vous voulez établir vos propres règles alors organisez votre propre championnat puisque nous possédons le championnat de Formule 1. Nous établissons les règles, nous le faisons depuis 60 ans et nous continuerons à le faire ». Le 12 juin, la FIA publie la liste des engagés pour 2010 : cinq des huit équipes membres de la FOTA réservent leur participation en fonction de la mise en œuvre du nouveau règlement. Le lendemain, l'association des constructeurs européens d'automobiles annonce soutenir la FOTA qui souhaite « la stabilité, des règles claires et un système de gouvernance clair et transparent », tout en brandissant la menace d'un championnat parallèle. Le 18 juin, Mosley annonce revaloriser le budget par écurie à 100 millions d'euros ; néanmoins, le lendemain, il poursuit la FOTA en justice estimant que la menace de création d'un nouveau championnat, qu'il a pourtant lui-même évoqué, constitue « des violations sérieuses de la loi sportive »,,,,.
Le 23 juin, Max Mosley annonce qu'il serait ravi de briguer un cinquième mandat à la tête de la FIA. S'il estime que les constructeurs automobiles engageant des écuries de Formule 1 n'ont pas à choisir le président de la FIA, cela n'empêche pas, le lendemain, la FIA et la FOTA de signer les nouveaux Accords de la Concorde qui régiront la Formule 1 jusqu'au 31 décembre 2012. Si Mosley abandonne toutes ses réformes techniques et budgétaires (moteur standard, sauf pour Cosworth, couvertures chauffantes, budget à 100 millions d'euros, championnat à deux vitesses), il souhaite que les écuries reviennent au budget du début des années 1990 d'ici deux ans. La menace d'un championnat parallèle levée, Mosley annonce qu'il quittera la FIA à la fin de son quatrième mandat. Luca di Montezemolo, président de Ferrari et de la FOTA, salue la décision de Mosley et souhaite que son successeur ne soit pas un « dictateur ». Mosley fustige alors « une accusation grossière et insultante », menace de revenir sur les Accords accord si la FOTA ne change pas de comportement et annonce briguer un nouveau mandat, fort de nombreux soutiens de la part de l'industrie automobile qui souhaite le voir à la tête de la FIA après 2009 : « Ils [la FOTA] ont commis l'erreur de danser sur ma tombe avant que je sois enterré. Je suis désormais pressé de partout dans le monde pour rester et me représenter. Je voulais vraiment arrêter mais si cela devait devenir un gros conflit avec l'industrie automobile et les équipes de la FOTA, alors je ne m'arrêterais pas. Je ferai ce que je dois faire. Ce n'est pas dans ma nature d'esquiver un conflit ». Finalement, le 15 juillet, Mosley annonce qu'il ne se présentera pas à sa propre succession : « Continuer maintenant compliquerait grandement mes dispositions personnelles et serait en contradiction avec mes obligations envers ma famille surtout après notre perte récente [son fils Alexander est mort quelques semaines plus tôt]. Je sens, depuis quelque temps, que j'ai envie de moins travailler. Après tout, j'aurai 70 ans l'année prochaine ». Il soutient la candidature de Jean Todt, qui lui succède et les Accords de la Concorde sont définitivement ratifiés le 31 juillet 2009,,,,.
Bernie Ecclestone s'exprime au printemps 2009 au sujet de son ami Max Mosley et des ambitions politiques auxquels il aurait pu prétendre sans son passé : « Il aurait aimé avoir un poste politique. C'est un bon dirigeant, il aurait été un bon Premier ministre. Il est réfléchi, il peut tenir à tête à tous ceux qui veulent en découdre contre lui et il serait assez engagé à faire ce qu'il penserait qu'il faudrait faire ».
En août 2009, Mosley obtient un accord à l'amiable avec Axel Springer AG, le groupe de presse propriétaire du quotidien allemand Bild qui a relayé le scandale érotico-nazi en 2008. Mosley avait accusé le journal d'avoir acheté illégalement les photos et vidéos de la scène et demandé, en juillet 2008, 1,57 million de dollars de dommages et intérêts pour la publication des images sur la version papier du Bild et 784 000 dollars pour la publication sur leur site internet. Axel Springer AG verse finalement 200 000 dollars à deux œuvres de charité et consacre un article à Mosley en échange de l'abandon des poursuites,.
Le dernier acte majeur de Mosley à la tête de la FIA est la gestion du scandale du Grand Prix automobile de Singapour 2008, à l'été 2009. Le 26 juillet, le pilote brésilien Nelsinho Piquet est limogé par Flavio Briatore, le directeur de l'écurie Renault F1 Team. Quatre jours plus tard, la famille Piquet révèle que Nelsinho Piquet a délibérément crashé sa monoplace, sur ordre de son écurie, afin de favoriser le résultat de son coéquipier Fernando Alonso lors du Grand Prix de Singapour. Renault conteste initialement les accusations de Piquet puis se ravise et déclare assumer toutes les conséquences. Le 11 septembre, Mosley informe que Nelsinho Piquet n'écope d'aucune sanction de la part de la FIA. Le 16 septembre 2009, quelques jours avant son audition devant le Conseil Mondial du Sport Automobile de la FIA, Renault limoge Pat Symonds et Flavio Briatore et annonce ne pas contester les allégations de la FIA. Le 21 septembre, le conseil mondial du sport automobile suspend à vie Briatore de toute activité en Formule 1 et exclut Symonds pour cinq ans, tandis que Renault est suspendu à vie avec deux ans de sursis. Briatore, qui entretient des rapports exécrables avec Mosley, estime que le président de la FIA « a voulu le détruire […] C'est une vengeance de la part de Max Mosley qui manage la FIA et le conseil mondial comme si c'était sa propriété privée ». Le Britannique rejette les accusations selon lesquelles il serait « aveuglé par un désir excessif de vengeance personnelle » et déclare qu'il n'a aucune rancœur envers Briatore avec qui il a eu, selon lui, « un déjeuner amical à Monaco »,,. La décision de la FIA sera pourtant sanctionnée par le Tribunal de Grande Instance de Paris qui ordonnera son retrait  . La FIA renoncera à interjeter appel de cette décision, un accord étant trouvé entre les parties par lequel Flavio Briatore s'engagera simplement à ne pas exercer d'activité en Formule 1 pendant une durée de deux ans.
En octobre 2009, Max Mosley adresse une lettre aux présidents de fédérations et aux membres de la FIA afin de faire le bilan de ses seize années à la tête de l'institution. Il conclut en évoquant le rôle qu'il souhaite avoir une fois sa présidence achevée : « J'espère que, modestement, en devenant membre du Sénat et de la Fondation, je pourrai continuer à rester en contact avec les clubs et avec les nouveaux dirigeants de la FIA mais je ne donnerai mon avis que si on me le demande. Le moment est venu pour moi de prendre du recul et d'accéder à une vie plus calme ».

### Après la FIA

#### Son combat pour le retrait des documents émis parNews of the World
Après sa victoire contre le tabloïd News of the World, Max Mosley et ses avocats engagent des procès dans vingt-et-un pays afin de faire retirer d'Internet la vidéo filmée à son insu en 2008. En 2009, il saisit la Cour européenne des droits de l'homme pour faire modifier les lois sur la vie privée au Royaume-Uni : il désire que les médias préviennent les personnes que des informations privées les concernant seront prochainement publiées afin qu'elles puissent saisir la justice qui jugera si ces articles sont d'intérêt public ou non. Les médias, craignant la mise en péril du journalisme d'enquête et de la liberté d'expression, dénoncent une loi qui serait, de plus, impraticable,. Le 10 mai 2011, la Cour européenne des droits de l'Homme déboute Mosley, estimant que l'article 8 de la Convention européenne des droits de l'homme n'a pas été violé par la législation britannique et que les journaux n'ont pas à notifier les individus en cas d'enquête privée.
En juillet 2011, le quotidien britannique The Daily Telegraph rapporte que Max Mosley paye les frais de justice de la plupart des hommes politiques britanniques victimes du scandale du piratage téléphonique par News International qui ont poursuivi en justice le groupe de presse de Rupert Murdoch. Mosley confirme, sans pour autant la commenter, l'information lors d'un entretien télévisé sur la BBC et d'un entretien téléphonique pour l'agence de presse Reuters. Il finance d'ailleurs à hauteur de trois millions de livres les poursuites de l'ancien vice-Premier ministre John Prescott,.
En novembre 2011, l'ancien président de la FIA obtient du tribunal correctionnel de Paris la condamnation à 10 000 euros d'amende, 7 000 d'euros de dommages et intérêts et 1 500 euros de frais de justice du groupe News Corp, propriétaire de News of the World, pour atteinte à la vie privée. Le journaliste Neville Thurlbeck, auteur de l'article poursuivi pour diffamation et atteinte à l'intimité de la vie privée, est toutefois relaxé.
Mosley attaque en justice Google afin de mettre un terme à l'accès aux pages web montrant des photos ou vidéos publiés par News of The World. Le 6 novembre 2013, la justice française condamne l'entreprise américaine à retirer et faire cesser l'affichage, pour une durée de cinq ans, sur son moteur de recherches de neuf images montrant ses ébats et à verser à Mosley un euro de dommages et intérêts. Google estime que « cette décision devrait inquiéter tous ceux qui défendent la liberté d'expression sur Internet ». Les spécialistes craignent plutôt que cette décision entraîne un effet Streisand incitant les internautes à consulter ces clichés via d'autres moteurs de recherches,,.
Mosley lance une action judiciaire similaire contre Google en Allemagne ; en janvier 2014, le tribunal de Hambourg statue en faveur de l'ancien président de la FIA, obligeant à la firme américaine de bloquer six photos issues de la vidéo litigieuse. Le juge estime que « les photos du plaignant violent gravement sa sphère privée puisqu'elles le montrent actif dans des pratiques sexuelles »,. À la suite de cette décision, Mosley annonce vouloir poursuivre Google au Royaume-Uni et en Californie et déclare : « Strictement parlant, Google a appris à obéir aux tribunaux allemands en Allemagne et aux tribunaux français en France mais finalement, il doit décider s'il veut vivre en démocratie. Google se comporte comme un adolescent qui se rebelle contre les institutions. L'entreprise doit reconnaître qu'elle représente une part de la société et doit accepter les responsabilités qui vont avec. »
En mai 2015, Max Mosley et Google concluent en Allemagne un accord confidentiel s'appliquant à « tous les pays » quant au retrait définitif des images et vidéos le montrant lors de ses ébats sadomasochistes du moteur de recherche américain.

#### Un observateur de la Formule 1
Bien que membre du sénat de la FIA depuis la fin de son mandat, Mosley n'y siège plus depuis février 2010. Il répond néanmoins à Ferrari qui critique la présence de nouvelles écuries dont les performances sont très médiocres, que l'écurie italienne est « une femme d'âge moyen qui est jalouse de l'attention portée à de belles jeunes femmes autour d'elles ». Quelques mois plus tard, il critique à nouveau Ferrari après que la direction de l'écurie a ordonné à Felipe Massa de laisser la victoire à Fernando Alonso au Grand Prix automobile d'Allemagne 2010 ; il souhaite notamment que l'écurie soit sanctionnée sportivement et que les consignes d'équipe soient interdites.
En octobre 2010, des rumeurs annoncent qu'Ecclestone et Mosley s'allieraient afin de se débarrasser du nouveau président de la FIA, Jean Todt, de façon que Mosley retrouve son poste. Todt déclare de son côté avoir de très bonnes relations avec l'ancien président. Toutefois, bien qu'Ecclestone juge bon un éventuel retour de son ami à la tête de la FIA, Mosley dément les rumeurs : « Je suis cela vaguement, à distance. Maintenant, je suis un fan ordinaire. Je regarde la Formule 1 à la télé mais ce n'est plus de ma responsabilité. C'est une jolie idée et très sympa de me dire « reviens » mais la vérité est que ce ne serait pas la bonne chose à faire »,.

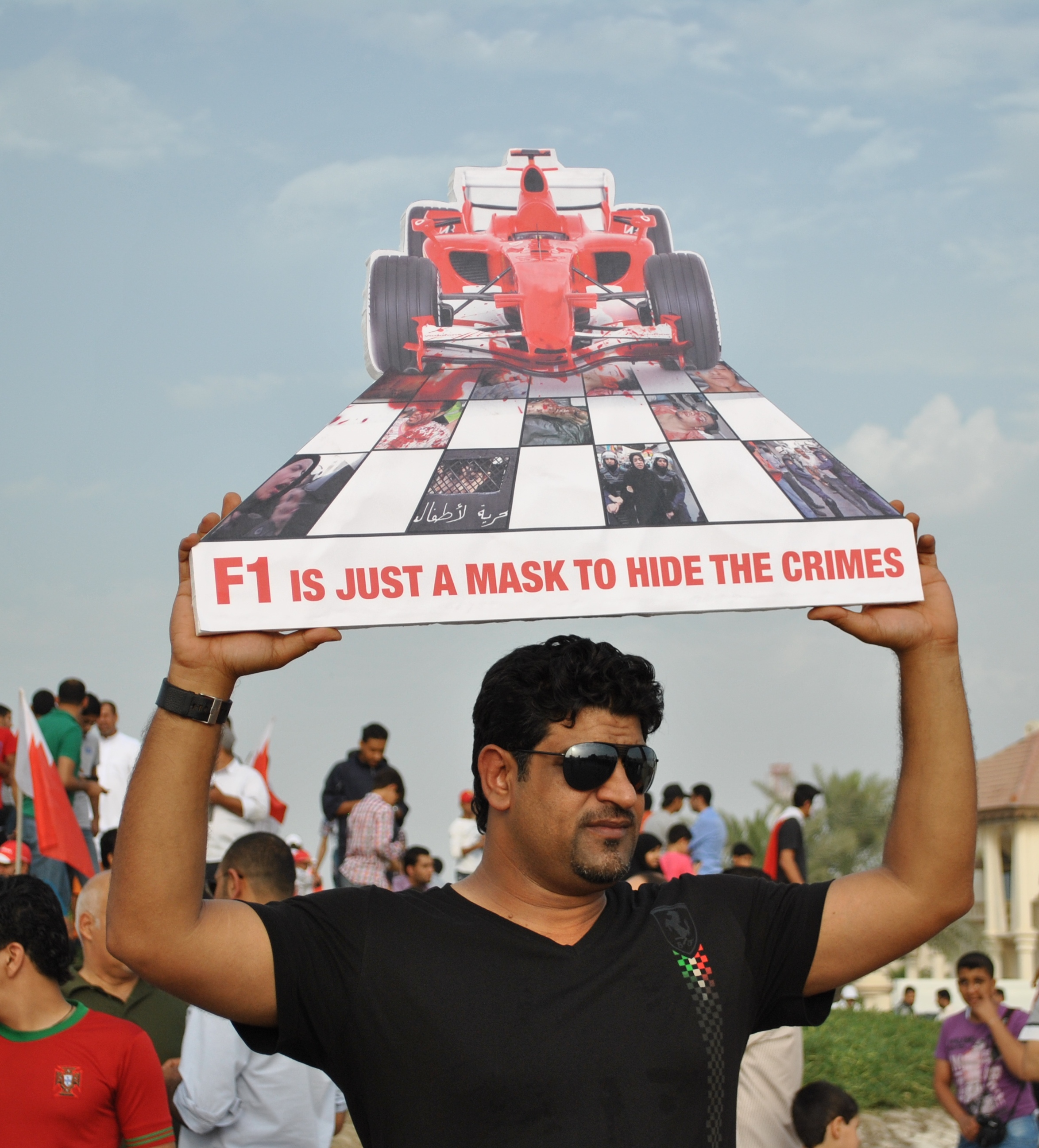
En 2013, comme en 2011, une forte contestation populaire s'oppose à l'organisation du Grand Prix automobile de Bahreïn.

En 2011, fermement opposé à la tenue du Grand Prix automobile de Bahreïn où se déroule une forte contestation populaire réprimée par le régime en place, Mosley affirme que la Formule 1 « aurait à lui passer sur le corps » pour s'y rendre, estimant que le pouvoir bahreïni se servirait de l'événement contre son peuple : « Le Grand Prix sera utilisé pour présenter une image erronée de Bahreïn. Ils seront tentés d'utiliser le Grand Prix pour soutenir ce qu'ils font, en utilisant presque la Formule 1 comme un instrument de répression » Les instances dirigeantes décident d'annuler le Grand Prix au mois de mars, avant de demander son déplacement au mois d'octobre,. La réintroduction de l'épreuve au calendrier suscite le mécontentement de nombreux pilotes et dirigeants d'écuries ne voyant pas d'un bon œil l'organisation d'un Grand Prix dans un pays en proie à une crise politique. Sous la pression, Jean Todt et Bernie Ecclestone envisagent d'annuler l'épreuve,. Finalement, le 10 juin, les organisateurs du Grand Prix de Bahreïn annoncent renoncer à organiser l'épreuve.
Plus tard dans l'année, Ecclestone regrette avoir soutenu la démission de Mosley après les révélations de News of the World : « Une des pires choses que j'ai faites dans ma vie, et j'en ai honte, est de ne pas avoir défendu Max Mosley lorsqu'il a eu de gros problèmes. Je n'ai aucune excuse valable. J'ai fait cette erreur car de nombreuses personnes, celles qui prennent des décisions dans les grandes sociétés et les banques, m'ont convaincu que Max devait s'en aller étant donné les circonstances. Mais je n'ai pas été très inspiré en ne prenant pas sa défense. J'ai présenté mes excuses à Max, personnellement et publiquement ».
En 2013, alors que son ancien bras droit à la FIA, David Ward, se présente face à Jean Todt à la présidence de l'institution, Max Mosley critique l'action de son successeur en matière de réduction des coûts : « Les écuries ont décidé d'imposer leur propre système de limitation des budgets, une sorte de gentlemen agreement d'autogestion des budgets. Cela n'a pas fonctionné, en partie parce que mon successeur, Jean Todt, n'a jamais été en faveur de la limitation des coûts en Formule 1. Aujourd'hui, la Formule 1 fait face à un énorme problème ».
En 2014, il s'exprime au sujet de l'utilisation en Formule 1 des moteurs V6 turbocompressés hybrides : « Il est important que la Formule 1 évolue. La sécurité en piste était le grand défi du XXe siècle, l'environnement est le grand défi du XXIe siècle. Si cette réalité n'est pas comprise et acceptée, la discipline court le risque de ne plus être pertinente. Nous avons travaillé pendant dix ans pour amener cette nouvelle technologie. S'il y a une chose que j'aurais pu mieux faire auprès du public, c'est expliquer la nouvelle réglementation et les raisons pour lesquelles elle devait être adoptée. Une opportunité a été manquée. J'utilise des prothèses auditives car le bruit des moteurs m'a transpercé pendant plus de quarante ans. Il est trop tard pour moi mais ce n'est pas le cas des générations futures. Les moteurs moins bruyants sont une bonne chose pour les familles. Vous pouvez emmener vos enfants aux courses sans craindre de les rendre sourds ».

#### Président de GlobalNCAP
En 2011, Max Mosley devient président de GlobalNCAP, une association à but non lucratif, établie au Royaume-Uni, qui coordonne tous les New Car Assessment Programme à travers le monde afin d'améliorer la sécurité au sein des automobiles. Il souhaite que les constructeurs automobiles produisent des voitures plus sûres pour le marché sud-américain, estimant que les voitures de ce continent sont en retard de vingt ans par rapport aux modèles européens et nord-américains.
En 2013, Mosley adresse une lettre aux présidents de Renault-Nissan, de General Motors, de Seat et de Suzuki afin de les alerter quant à la faiblesse des ventes de leurs véhicules dans les pays développés et de les encourager à renforcer la sécurité des voitures vendues en Amérique du Sud, estimant que le manque de réglementation dans ce continent incitent les constructeurs à concevoir des voitures qui ne répondent pas aux normes sécuritaires fixées par l'Organisation des Nations unies, trompant, par la même occasion, les clients. Mosley rappelle que la vie d'un sud-américain a autant de valeur que celle d'un européen, d'un japonais ou d'un nord-américain et demande à ces quatre constructeurs de respecter, d'ici 2015, les normes internationales relatives à la ceinture de sécurité et aux impacts frontaux et latéraux. Il souhaite également la normalisation, avant 2020, de l'électrostabilisateur programmé et de systèmes de protection des piétons.

### Mort
Le 24 mai 2021, son ami Bernie Ecclestone annonce la mort de Max Mosley d'un cancer à l'âge de 81 ans, survenue le dimanche soir 23 mai 2021, à Londres.
Néanmoins, le 29 mars 2022, le rapport déterminant les causes du décès établit que Max Mosley s'est suicidé par arme à feu. Celui-ci, en soin palliatifs depuis 2019 après que les médecins lui aient diagnostiqué un lymphome terminal, n'a pas supporté l'idée selon laquelle il ne lui restait que peu de temps à vivre

## Résultats en Formule 2
| Saison | Écurie                                        | Châssis                | Moteur        | Engagements | Victoires | Pole positions | Meilleurs tours | Points inscrits | Classement |
| ------ | --------------------------------------------- | ---------------------- | ------------- | ----------- | --------- | -------------- | --------------- | --------------- | ---------- |
| 1968   | London Racing Team Frank Williams Racing Cars | Lotus 59 Brabham BT23C | Ford-Cosworth | 5           | 0         | 0              | 0               | 0               | Non classé |
| 1969   | Len Street Engineering                        | Lotus 59B              | Ford-Cosworth | 4           | 0         | 0              | 0               | 0               | Non classé |